# Podbeskidzie Bielsko-Biała
Towarzystwo Sportowe Podbeskidzie Bielsko-Biała – polski klub piłkarski z Bielska-Białej, powstały w obecnej formie 11 lipca 1997 w wyniku fuzji sekcji piłkarskiej BBTS Włókniarz Bielsko-Biała i klubu DKS Inter Komorowice, nawiązujący do tradycji utworzonego w 1907 roku Bielitzer Fussball Klub – późniejszej sekcji piłki nożnej Bielsko-Bialskiego Towarzystwa Sportowego – oraz powstałego w 1995 roku Dzielnicowego Klubu Sportowego Komorowice, a także innych bielskich klubów, m.in. Interu Bielsko-Biała, Białej Lipnik i Włókniarza Bielsko-Biała. Od sezonu 2024/2025 w II lidze.
W latach 2011–2016 i 2020–2021 roku występowali w Ekstraklasie jako pierwsza w historii drużyna z Bielska-Białej – zajmuje 42. miejsce w zestawieniu wszech czasów (stan na koniec rundy jesiennej sezonu 2020/2021). Ogółem Podbeskidzie gra na poziomie centralnym nieprzerwanie od 2002 roku – w latach 2002–2011, 2016–2020 i 2021–2024 uczestniczyło w rozgrywkach drugiej klasy rozgrywkowej – zajmuje 38. miejsce w analogicznej klasyfikacji (stan na koniec rundy jesiennej sezonu 2020/2021).
Największymi sukcesami Podbeskidzia są 10. miejsce w Ekstraklasie w sezonie 2013/2014 oraz osiągnięcie półfinału Pucharu Polski w sezonach 2010/2011 i 2014/2015.
Nazwa klubu nawiązuje do potocznej nazwy regionu Podbeskidzie, obejmującego pogranicze Śląska Cieszyńskiego i Małopolski.

## Historia

### Protoplaści
Podbeskidzie w dzisiejszej formie powstało w 1997 roku w wyniku fuzji sekcji piłkarskiej BBTS Włókniarz Bielsko-Biała i DKS Inter Komorowice. Kluby te również przeszły w przeszłości inne fuzje i połączenia. Dwaj z protoplastów „Górali” sięgają historią czasów monarchii austro-węgierskiej.
- W 1907 roku powstał w Bielsku, zamieszkanym wówczas głównie przez Niemców, najstarszy klub sportowy na Śląsku Cieszyńskim – Bielitzer Fussball Klub, który zmienił później nazwę na Bielitz-Bialaer Fussball Klub (przymiotnik Bialaer odnosił się do sąsiadującej z Bielskiem galicyjskiej Białej), a w 1911 roku – po utworzeniu dalszych sekcji – na Bielitz-Bialaer Sport Verein; w 1936 roku spolszczono nazwę na Bielsko-Bialskie Towarzystwo Sportowe. W 1928 roku BBSV było jednym z założycieli Polskiego Związku Piłki Nożnej[8]. W okresie międzywojennym drużyna piłkarska grała przeważnie w najwyższej klasie rozgrywkowej województwa śląskiego – Lidze śląskiej. Po II wojnie światowej BBTS występowało przeważnie na trzecim lub czwartym poziomie ligowym (w okresie likwidacji klubów sportowych i zastąpienia ich zrzeszeniami ogólnopaństwowymi, przyjęło nazwy Ogniwo i Sparta), w 1958 roku walcząc w barażach o awans do II ligi.
- W 1910 roku powstał w Lipniku (od 1925 roku dzielnicy Białej Krakowskiej i od 1951 roku – Bielska-Białej) klub Biała Lipnik, jeden z najstarszych w tej części ówczesnej Galicji. Nie osiągnął on jednak nigdy większych sukcesów. W 1949 roku Biała Lipnik weszła w fuzję z innymi miejscowymi klubami – Grom i Lenko – tworząc Włókniarza Bielsko (później Bielsko-Biała). Nowa drużyna piłkarska grała niemal wyłącznie w czwartej lidze. Obiektem Włókniarza był stadion przy ulicy PKWN[a], wcześniej należący do Białej Lipnik, otwarty w 1929 roku, zlikwidowany na początku lat 70. XX wieku.
- W 1968 roku Włókniarz i BBTS połączyły się, tworząc MKS Włókniarz-BBTS, od 1971 roku pod nazwą BBTS Włókniarz Bielsko-Biała. Nowy zespół występował głównie na czwartym poziomie ligowym, spadł też na dwa sezony do klasy A, zaś w III lidze grał sześciokrotnie (po raz ostatni w sezonie 1992/1993). Od tego czasu zajmował coraz niższe lokaty, aż w 1997 roku został relegowany ponownie do piątej ligi – klasy okręgowej ówczesnego województwa bielskiego.
- Innym z bielskich klubów posiadających sekcję piłkarską był Inter Bielsko-Biała, powstały w 1949 roku pod nazwą Budowlani. W jednej z dzielnic miasta, Komorowicach Krakowskich, powstał w lutym 1995 roku Dzielnicowy Klub Sportowy, który w sezonie 1996/1997 występował w klasie C.

### Powstanie klubu w obecnej formie
Podobnie jak BBTS Włókniarz, który spadł do klasy okręgowej, w 1997 roku degradacji uległy również dwa inne bielskie kluby – BKS Stal (do IV ligi) i Inter (do klasy A). Miejscowi działacze piłkarscy zdecydowali o przeprowadzeniu kolejnych fuzji. Od przerwy zimowej sezonu 1996/1997 współpracowały ze sobą Inter (klasa okręgowa) i DKS Ceramed Komorowice (klasa C) – część zawodników DKS grała w zespole Interu, który przy tym w rundzie wiosennej korzystał z boiska w Komorowicach. Początkiem lipca 1997 roku kluby te połączyły się formalnie, tworząc DKS Inter Komorowice. Następnie doszło do fuzji tegoż klubu z sekcją piłkarską BBTS Włókniarz, w wyniku czego 11 lipca 1997 roku utworzono BBTS Ceramed Komorowice, co jest początkiem istnienia klubu w obecnej formie. Nowa drużyna składała się w większości z „Włókniarzy”. Podejmowała ona rywali na boisku DKS Komorowice przy ulicy Olimpijskiej. Powstały w wyniku fuzji zespół zajął miejsce BBTS Włókniarz w klasie okręgowej, zaś rezerwy – miejsce Interu w klasie A (po jego spadku z klasy okręgowej). Pierwszym trenerem BBTS Komorowice został Zdzisław Byrdy, wcześniej szkoleniowiec Interu.

### 1997–2002: Awanse na kolejne poziomy rozgrywkowe

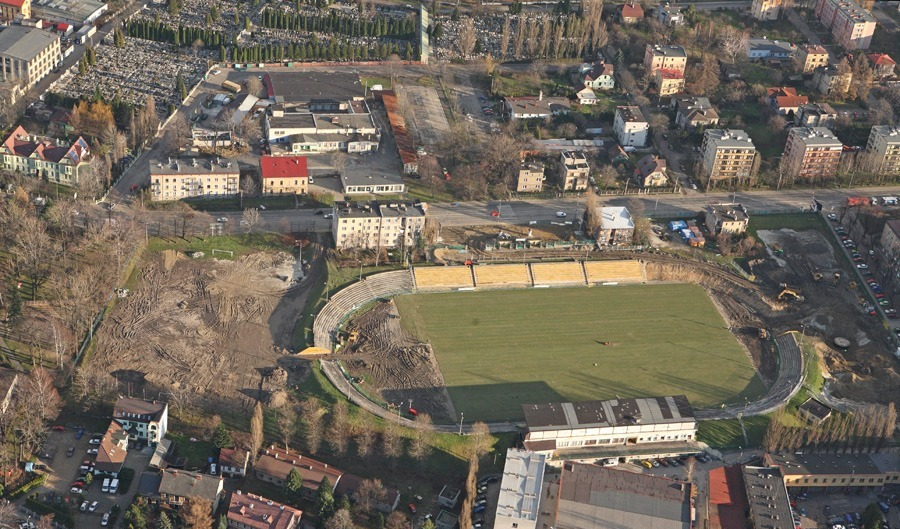
Stadion Miejski w Bielsku-Białej – obiekt klubu od 1999 roku (stan w 2008 roku)

BBTS zakończyło rundę jesienną sezonu 1997/1998 na 5. miejscu, co nie zostało uznane za wynik satysfakcjonujący. W jej trakcie, 4 października 1997 roku zorganizowano mecz towarzyski z Ruchem Chorzów, wówczas beniaminkiem I ligi, który uświetnił obchody 90-lecia klubu. Bielszczanie przegrali 1:2 z najsilniejszym składem 14-krotnego mistrza Polski (w tym: Mariusz Śrutwa, Krzysztof Bizacki, Janusz Nawrocki). Inicjatorem meczu był wychowanek BBTS, wówczas piłkarz Ruchu, Maciej Mizia. Ostatecznie BBTS zostało wyprzedzone w walce o awans przez Garbarza Zembrzyce. W przerwie letniej 1998 roku dokonano licznych transferów – do Komorowic przybyli m.in. Grzegorz Więzik i Krzysztof Zagórski, planowano nawet pozyskanie piłkarzy z zagranicy, co uniemożliwiały jednak przepisy. Coraz częściej mówiło się o budowie drużyny, której celem miała być co najmniej II liga. W grudniu 1999 roku zawiązała się sportowa spółka akcyjna (Bogmar Ceramed SSA).
W sezonie 1998/1999 BBTS zdominowało rozgrywki okręgowe, kończąc je najokazalszym w historii klubu dorobkiem 94 punktów i 131 zdobytych bramek (bilans bramkowy +111), wyprzedzając kolejnych rywali o 27 punktów. W lidze komorowiczanie wygrali m.in. 11:0 z Metalem Węgierska Górka, ten sam wynik powtarzając w rozgrywkach regionalnych Pucharu Polski z Kalwarianką Kalwaria Zebrzydowska (BBTS wygrało również ten turniej). Wcześniej, w styczniu 1999 roku, dokonano zmiany nazwy klubu na BBTS Bogmar Ceramed Komorowice, barw klubowych na – pozostające do dzisiaj – czerwono-biało-niebieskie; drużynę objął – po raz pierwszy – Wojciech Borecki, późniejszy współtwórca awansu do II ligi. Sukces w lidze okręgowej i perspektywy dalszego rozwoju klubu spowodowały powstanie planów przebudowy stadionu w Komorowicach Krakowskich na obiekt mieszczący 4–5 tysięcy widzów. Tańszym rozwiązaniem okazała się jednak przeprowadzka klubu na stadion BKS Stal przy ulicy Rychlińskiego, połączona ze zmianą nazwy na BBTS Bogmar Ceramed Bielsko-Biała. Jeszcze w czerwcu 1999 roku drużyna rozpoczęła udział w rozgrywkach centralnych Pucharu Polski, co było możliwe dzięki zwycięstwu na szczeblu okręgowym tego turnieju nad Góralem Żywiec. Bielszczanie zostali pokonani po trzech rundach w 1/32 finału przez drugoligowy KS Myszków. W rozgrywkach IV ligi 1999/2000 BBTS nie miało sobie równych, wyprzedzając wicelidera – Szczakowiankę Jaworzno (która również uzyskała awans) – o 11 punktów. Wśród licznych zwycięstw szczególnie wysokie były: 8:0 na boisku Rymeru Niedobczyce i 5:0 w derbach z BKS Stal. Poza sukcesem ligowym, BBTS po raz drugi z rzędu zwyciężyło w rozgrywkach okręgowych Pucharu Polski.

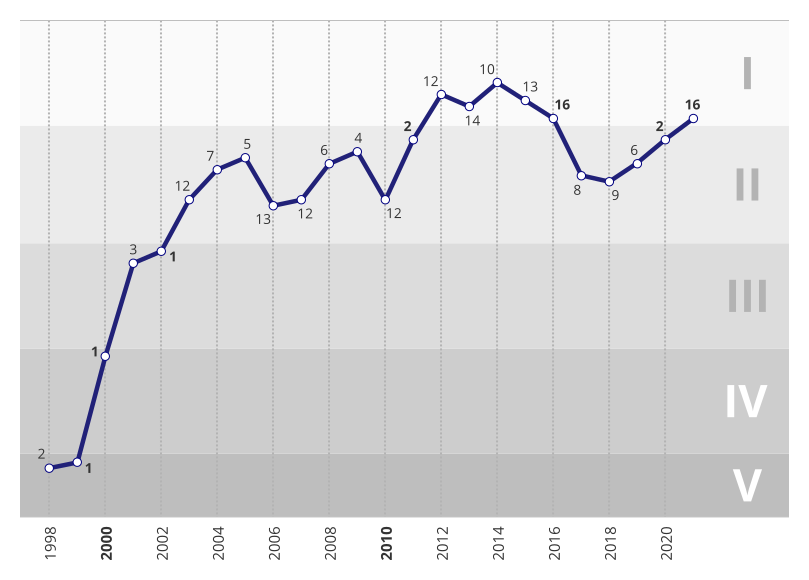
Miejsca zajmowane przez klub w rozgrywkach ligowych w latach 1998–2020

Przed sezonem 2000/2001 klub wzmocnił się m.in. Sebastianem Olszarem, Arkadiuszem Kłodą i Marcinem Radzewiczem, pozyskano również pierwszego w historii klubu obcokrajowca – Samsona Godwina. Po rundzie jesiennej BBTS zajmowało 3. miejsce, z kilkupunktową stratą do liderów. W przerwie zimowej zespół opuścili najlepsi zawodnicy – Olszar, Tomasz Moskała i Marek Sokołowski, przybył zaś Adrian Sikora. W lutym 2001 roku doszło do kolejnej zmiany nazwy na BBTS Marbet Ceramed Bielsko-Biała. Pod koniec sezonu strata do prowadzącej Szczakowianki zwiększyła się do 9, a później do 11 punktów, wobec czego decyzję o odejściu z klubu podjęli trener Borecki i Więzik. Ostatecznie BBTS zakończyło rozgrywki na 3. miejscu. Latem 2001 zespół opuścili m.in. Kłoda i Artur Rozmus, jednym z nabytków był Andrzej Szłapa, reprezentant Polski w futsalu. Nowym szkoleniowcem został Albin Wira, zwolniony jednak już po 5 kolejkach, przy utracie zaledwie 4 punktów. Do trenowania BBTS powrócił Borecki, który sprowadził ponownie do Bielska-Białej Więzika. Mimo coraz bardziej dających się we znaki kłopotów finansowych, drużyna zakończyła rundę jesienną sezonu 2001/2002 na pozycji lidera. Bardzo dobre występy wiosną sprawiły, że na cztery kolejki przed końcem rozgrywek BBTS zapewniło sobie awans do II ligi, stając się pierwszą od 19 lat bielską drużyną na tym szczeblu (w 1983 drugoligowe boiska opuścił BKS Stal). Przewaga nad wiceliderem tabeli wyniosła ostatecznie 15 punktów. Poza sukcesem ligowym BBTS triumfował ponownie w rozgrywkach okręgowych Pucharu Polski.
W latach 1997–2002 I drużyna BBTS ustanowiła liczne rekordy klubowe, takie jak: 15 zwycięstw z rzędu na własnym boisku, 89 meczów bez porażki w roli gospodarza, 49 meczów z rzędu bez porażki, 15 zwycięstw z rzędu ogółem czy 9 wygranych z rzędu na boiskach rywali.

### 2002–2005: Debiut w drugiej lidze
Przed sezonem 2002/2003 klub został zobowiązany przez PZPN do modernizacji stadionu i instalacji monitoringu, co było warunkiem gry na szczeblu ogólnopolskim. W lipcu 2002 roku zmieniono nazwę klubu na MC Podbeskidzie Bielsko-Biała, co miało pomóc w promocji regionu i integrować sympatyków klubu, również spoza miasta. Tym samym ostatecznie została zlikwidowana 66-letnia nazwa BBTS – w odniesieniu do drużyny piłkarskiej. Skład beniaminka wzmocnili m.in. Marcin Cabaj i Marcin Klaczka. W pierwszym meczu w II lidze Podbeskidzie podejmowało Tłoki Gorzyce. Spotkanie zakończyło się rezultatem 0:0.
| Podbeskidzie Bielsko-Biała – Tłoki Gorzyce 0:0 |
| --- |
| 4 sierpnia 2002, godz. 16:30; Stadion BKS Stal, widzów: 6000; sędzia: Mariusz Podgórski (Wrocław) Skład Podbeskidzia: Dawid Bułka – Mariusz Jendryczko, Robert Piekarski, Marcin Klaczka, Jarosław Bujok, Bartosz Woźniak, Zdeněk Dembinný, Grzegorz Więzik (62 Mariusz Gałgan), Grzegorz Bogdan, Andrzej Szłapa, Adrian Sikora (78 Piotr Czak); trener: Wojciech Borecki |

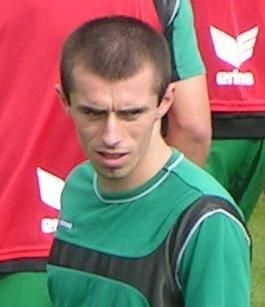
Adrian Sikora – piłkarz klubu w latach 2001–2002 i 2011–2012

Bielszczanie zakończyli swoją pierwszą na szczeblu centralnym rundę jesienną na 10. miejscu. Pomimo wysokiej frekwencji, klub miał problemy z utrzymaniem płynności finansowej, a do dymisji podał się współtwórca fuzji z 1997 roku, prezes Marian Antonik. W celu wyjścia z impasu, w lutym 2003 roku powołano Towarzystwo Sportowe Podbeskidzie, którego mogło być wspierane m.in. przez władze miejskie, w przeciwieństwie do funkcjonującej wcześniej sportowej spółki akcyjnej. Przejęło ono organizację meczów i utrzymanie zawodników Podbeskidzia. Ponadto w przerwie zimowej doszło do kilku roszad personalnych, w tym odejścia Boreckiego (na stanowisku trenera zastąpił go Paweł Kowalski) i czołowego strzelca Adriana Sikory. Bielszczanie zakończyli sezon na dającej utrzymanie 12. pozycji, a ostatnim meczem rozgrywek karierę zakończył Grzegorz Więzik. Średnia frekwencja na domowych meczach Podbeskidzia była najwyższa spośród wszystkich drużyn ligi.
Latem 2003 roku na stanowisko trenera „Górali”, jak nazywano odtąd graczy z Bielska-Białej, znów powrócił Borecki. 8 lipca 2003 roku Towarzystwo Sportowe przejęło całkowicie prowadzenie drużyny od Bogmar Ceramed SSA, a klub zmienił nazwę na TS Podbeskidzie Bielsko-Biała. Równocześnie do rozgrywek klasy A zgłoszono zespół rezerw, a zarząd nawiązał współpracę z młodzieżowym BBTS Podbeskidzie, prowadzącym Szkołę Mistrzostwa Sportowego. Z drużyny odszedł Sokołowski, przybyli m.in. Mieczysław Sikora i Abel Salami. Po rozegraniu rundy jesiennej sezonu 2003/2004 Podbeskidzie znajdowało się na 10. pozycji; w międzyczasie zwolniono trenera Boreckiego (do końca sezonu drużynę prowadził Krzysztof Pawlak). Zimą skład „Górali” zasili Łukasz Błasiak i Sławomir Cienciała, odeszli – Szłapa i Mariusz Jendryczko. Dawida Bułkę, opuszczającego klub w atmosferze skandalu, na kolejne 6 lat zastąpił w bramce Łukasz Merda. Po zawirowaniach personalnych, nie tylko udało się zespołowi utrzymać w II lidze, ale nawet poprawić miejsce w tabeli na 7.
Przed sezonem 2004/2005 władze Podbeskidzia coraz częściej mówiły o planowanym awansie do I ligi. Nad realizacją tego zadania miał czuwać nowy trener, Jan Żurek, a w składzie dokonano rewolucji (wymiana około 3/4 zawodników). Na Rychlińskiego pojawili się tacy gracze, jak: Grzegorz Pater, Adam Kompała, Artur Prokop, Paweł Sibik (już zimą odszedł z klubu) czy Daniel Dubicki. Podbeskidzie opuścili przede wszystkim piłkarze wywodzący się z regionu. Zimą do „Górali” dołączył m.in. François Endene Elokan. Podobnie jak w poprzednich sezonach, mocnym punktem Podbeskidzia była gra na własnym boisku, dzięki czemu stadion przy ulicy Rychlińskiego zyskał miano bielskiej twierdzy. W 2005 roku awansu nie udało się wywalczyć, jednak bielszczanom zabrakło jedynie punktu do zajęcia 4. miejsca w tabeli, gwarantującego udział w barażach o grę w I lidze (Podbeskidzie miało gorszy od Widzewa Łódź bilans meczów bezpośrednich). Sukcesem okazał się za to start Podbeskidzia w Pucharze Polski. W fazie grupowej turnieju „Górale” wyprzedzili GKS Katowice, ustępując jedynie Górnikowi Zabrze. W 1/8 finału Podbeskidzie zmierzyło się z Pogonią Szczecin, przegrywając w dwumeczu 1:2 (1:1, 0:1). Był to najlepszy wynik pucharowy w dotychczasowej historii klubu.

### 2005–2008: Konsekwencje afery korupcyjnej

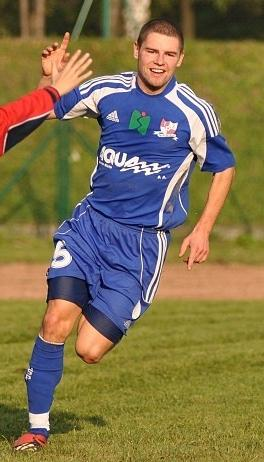
Krzysztof Chrapek – czołowy strzelec klubu w latach 2006–2009

Jesienią sezonu 2005/2006 Podbeskidzie wygrało jesienią tylko trzy mecze ligowe i skończyło rundę na 16. miejscu, przez co zamiast o awans walczyć musiało o utrzymanie. Równocześnie rosło zadłużenie klubu; nie było nawet pewne, czy „Górale” ukończą rozgrywki. Wydział Dyscypliny PZPN wymierzył Podbeskidziu liczne (później cofnięte) kary punktowe za zaległości wobec piłkarzy i zwolnionego jesienią trenera Żurka, a nawet zagroził – zawieszoną na pół roku – degradacją do III ligi. W trakcie rozgrywek wiosennych zadanie utrzymania zespołu w lidze powierzono Krzysztofowi Tochelowi, do klubu sprowadzono m.in. Krzysztofa Chrapka i Tomasza Jodłowca. Ostatecznie Podbeskidzie opuściło strefę spadkową, osiągając 13. miejsce, a w barażach o utrzymanie zmierzyło się z wicemistrzem I grupy III ligi – Pelikanem Łowicz. W dwumeczu lepsi okazali się „Górale” (1:1 i 5:2); hat-trick w spotkaniu rewanżowym zdobył Chrapek. Latem 2006 roku coraz szersze kręgi zaczęło zataczać dochodzenie w sprawie afery korupcyjnej w polskim futbolu. W ramach działań wrocławskiej Prokuratury Apelacyjnej w czerwcu zatrzymano byłego dyrektora sportowego Podbeskidzia Jerzego Frenkla, w sierpniu – prezesa klubu Stanisława Piecucha. Obaj działacze zostali zawieszeni przez Wydział Dyscypliny PZPN, ponadto Piecuch podał się do dymisji. Kierownictwo klubu zdecydowało się na współpracę, co w znacznej mierze wpłynęło na złagodzenie przewidywanych sankcji. 12 kwietnia 2007 roku Podbeskidzie zostało ukarane sześcioma punktami ujemnymi w sezonie 2007/2008 oraz przeznaczyło 50 tysięcy złotych na organizację turnieju młodzieżowego Piłka bez korupcji.
Trener Tochel zadeklarował na początku sezonu 2006/2007 „budowanie drużyny na wychowankach i piłkarzach z regionu”. Spośród nich wyróżniał się przede wszystkim Mariusz Sacha, uczestnik Mistrzostw Europy U-19 2006 i Mistrzostw Świata U-20 w 2007. Jesienią udało się zrealizować cel sprzed rozpoczęcia rozgrywek – zajęcie miejsca w środku tabeli – 9. miejsce było w dużej mierze zasługą dobrej postawy na własnym boisku. Mimo niewielkiej rotacji składu, „Górale” grali w rundzie wiosennej znacznie gorzej (trwała m.in. passa 720 minut bez zdobytej bramki), by ostatecznie wywalczyć 12. lokatę, dwa punkty nad strefą barażową. W trakcie rozgrywek zatrzymano – w związku z postępowaniem antykorupcyjnym – kolejne dwie osoby: kapitan Pater został zawieszony przez klub na jeden mecz, a drugiego trenera Michała Nowaka zwolniono.
W lipcu 2007 roku trenerem I drużyny został Marcin Brosz. Do „Górali” dołączyli ponadto m.in. Maciej Szmatiuk, Rafał Jarosz i Juraj Dančík. Podbeskidzie rozegrało mecz towarzyski z ŁKS Łódź, wygrany 1:0, inaugurujący obchody jubileuszu stulecia BBTS. Główne uroczystości odbyły się 27 października 2007 roku w hali BBTS przy ulicy Widok. W ich trakcie uhonorowano licznych działaczy i piłkarzy klubu, w tym: Czesława Biskupa, Ryszarda Harężlaka, Tadeusza Janika i Zbigniewa Suwaja. Sezon 2007/2008 rozpoczął się dla „Górali” bardzo dobrze – przez pewien czas Podbeskidzie byłoby nawet liderem tabeli, gdyby nie kara punktów ujemnych za udział w korupcji. Pierwszą część rozgrywek drużyna zakończyła na 9. miejscu. Wiosną Podbeskidzie uzyskało jeszcze więcej punktów niż jesienią, a na własnym boisku wygrało wszystkie spotkania. Ostatecznie „Górale” zajęli 6. pozycję w tabeli, a do awansu zabrakło czterech punktów. Po sezonie wyróżniono m.in. Brosza (najlepszy trener w województwie według „Gazety Wyborczej”) i zdobywcę 14 bramek, Dariusza Kołodzieja (najlepszy pomocnik województwa według „Wyborczej”, wybrany do jedenastki sezonu II ligi przez portal SportoweFakty.pl).

### 2008–2011: Od walki o utrzymanie do awansu

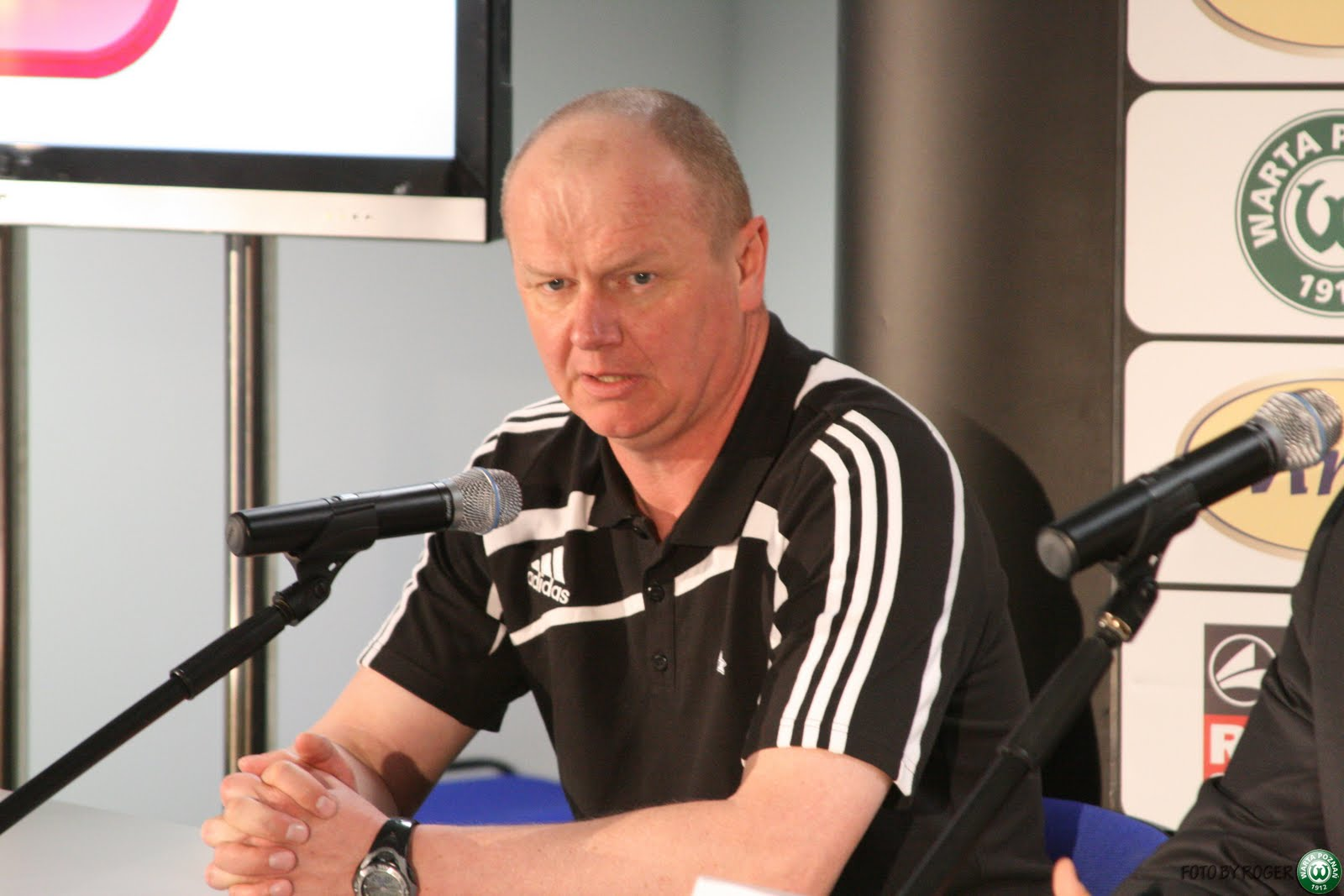
Robert Kasperczyk – trener Podbeskidzia w latach 2009–2012 i od 2020 roku

Kołodziej opuścił klub w przerwie letniej, przybyli zaś m.in. Bartłomiej Konieczny i Michał Osiński. W sezonie 2008/2009 Podbeskidzie wystartowało w I lidze w wyniku zmiany nazewnictwa poszczególnych szczebli rozgrywkowych. Po 8 kolejkach bielszczanie zajmowali 1. miejsce w tabeli, wcześniej przez 616 minut czyste konto zachowywał Łukasz Merda. Trzy z meczów jesiennych „Górale” rozgrywali na Stadionie Miejskim w sąsiednich Czechowicach-Dziedzicach, co było spowodowane rozpoczęciem przebudowy Stadionu Miejskiego w Bielsku-Białej – instalacją podgrzewanej murawy (Podbeskidzie wygrało wszystkie te mecze bez straty bramki). Po rundzie jesiennej bielszczanie zajmowali 5. pozycję, z trzema punktami straty do miejsca barażowego. W składzie zespołu nie doszło do rewolucyjnych zmian – odeszli m.in. Pater i Sacha, przybył m.in. Clemence Matawu. Bardzo dobre występy na własnym boisku (tylko jedna porażka) i korzystny bilans bramkowy sprawiły, że celem Podbeskidzia w rundzie wiosennej miało być wejście do Ekstraklasy, jednak „Górale” przegrali w ostatniej kolejce walkę o 3. miejsce, gwarantujące baraże o awans. Wcześniej, w meczu 32. kolejki, Podbeskidzie wygrało 9:0 z Turem Turek, co jest rekordem klubu na drugim poziomie ligowym (Chrapek strzelił w tym meczu 5 goli). Po zakończeniu rozgrywek Sąd Najwyższy uchylił wyrok w sprawie cofnięcia degradacji Widzewa Łódź (mistrza I ligi). Na podstawie tej decyzji Komisja ds. Nagłych PZPN 15 lipca 2009 roku zdecydowała, że Widzew nie zagra w Ekstraklasie, a awans uzyskały 2. i 3. zespół I ligi (Zagłębie Lubin i Korona Kielce). Spekulowano również o możliwości gry Podbeskidzia z Cracovią w barażach o miejsce w najwyższej klasie rozgrywkowej, jednak te zostały odwołane.
Przed sezonem 2009/2010 odeszli z klubu Chrapek i Szmatiuk, już w trakcie rozgrywek – Merda, pozyskano zaś m.in. Piotra Rockiego i Sylwestra Patejuka, powrócił Kołodziej. Od początku rundy jesiennej Podbeskidzie znajdowało się na pograniczu strefy spadkowej (13. miejsce w połowie rozgrywek). Meczem z Górnikiem Łęczna, rozegranym, zainaugurowano sztuczne oświetlenie Stadionu Miejskiego. Zimą zakupiono bramkarza Richarda Zajaca, odeszli – Martin Matúš i Damian Świerblewski. Nowym trenerem zespołu został Robert Kasperczyk. Wiosną 2010 roku, mimo dobrej postawy defensywy, a zwłaszcza Zajaca (utrata tylko 10 bramek w 15 meczach), drużyna nadal walczyła do ostatniej kolejki o utrzymanie. „Górale” zakończyli ostatecznie rozgrywki na 12. miejscu, cztery punkty nad strefą spadkową. Latem 2010 roku nie dokonano zmian w sztabie trenerskim Podbeskidzia. Najpoważniejszym osłabieniem składu było odejście z klubu Matawu, ponadto nie przedłużono kontraktów m.in. z Piotrem Bagnickim i Rockim. Skład wzmocnili głównie piłkarze ofensywni, jak Adam Cieśliński, Maciej Rogalski czy Róbert Demjan. Za obiecujące uznano wyniki uzyskane w meczach sparingowych (8 spotkań, bilans 27–3).

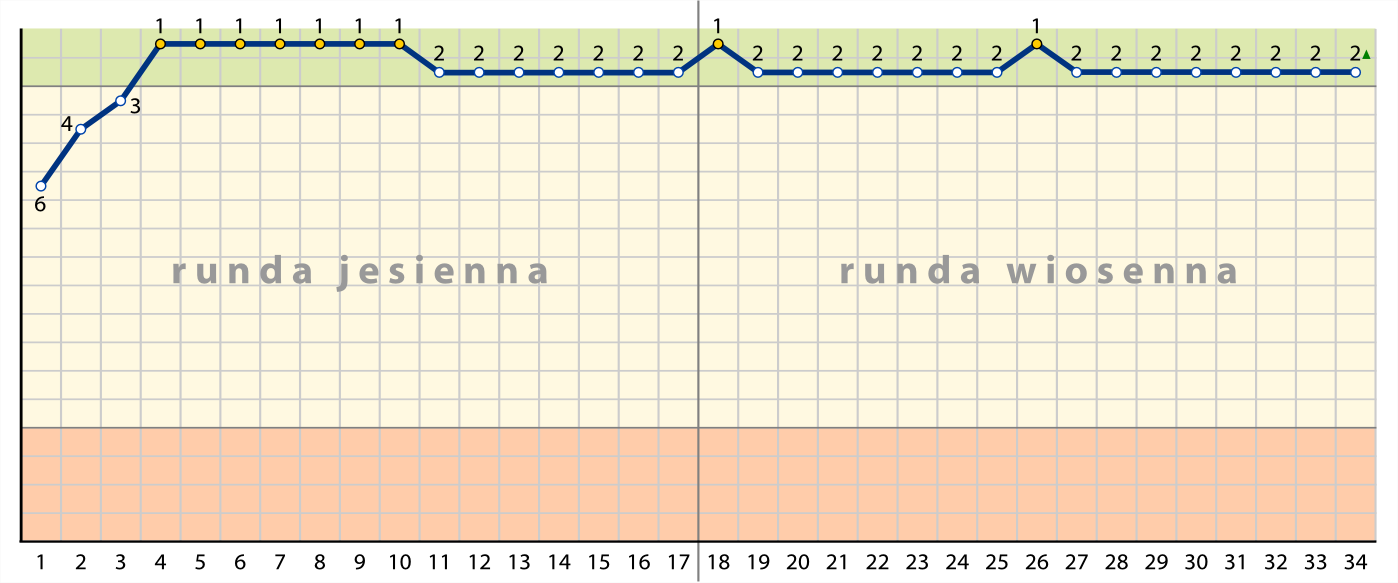
Miejsca zajmowane w tabeli sezonu 2010/2011 kolejka po kolejce

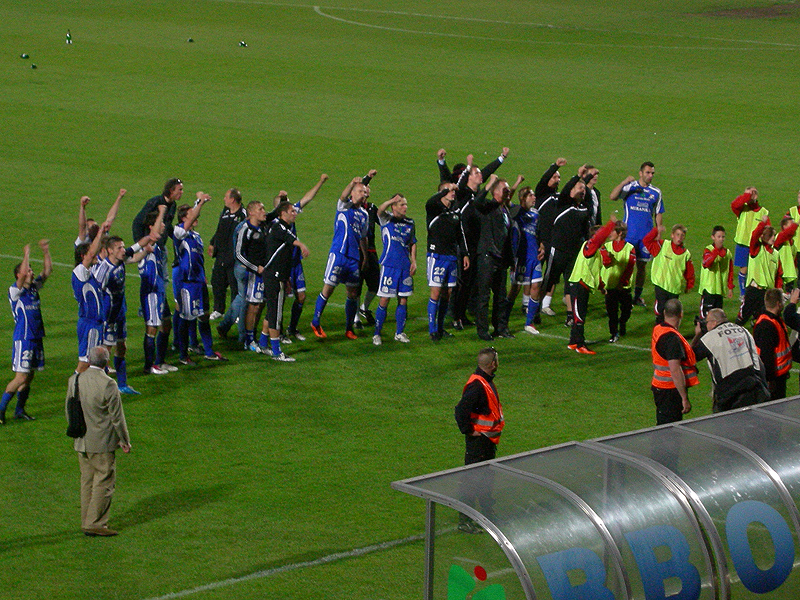
Piłkarze świętujący awans do Ekstraklasy

Rundę jesienną sezonu 2010/2011 Podbeskidzie rozpoczęło najlepiej spośród wszystkich drużyn tego poziomu ligowego od ośmiu lat (5 meczów, 13 pkt, bilans +13), kończąc ją ostatecznie na 2. miejscu, przy stracie punktu do Łódzkiego Klubu Sportowego. W przerwie zimowej „Piłka Nożna” uhonorowała Cieślińskiego tytułem Pierwszoligowca Roku 2010. Po ośmiu latach powrócił do klubu Marek Sokołowski, pozyskano również Františka Metelkę. Podbeskidzie znajdowało się w strefie premiowanej awansem do Ekstraklasy nieprzerwanie od 4. kolejki, a po zwycięstwie nad Sandecją Nowy Sącz (31. kolejka) i otrzymaniu walkowera za mecz z wycofanym z rozgrywek GKP Gorzów Wielkopolski wywalczyło – jako pierwszy klub z Bielska-Białej – awans na najwyższy poziom rozgrywek piłkarskich w Polsce. Z tej okazji 4 czerwca 2011 roku odbyła się feta – po meczu towarzyskim z Górnikiem Zabrze (1:0), zawodnicy i sztab szkoleniowy przejechali otwartym autobusem na plac Ratuszowy. Ostatecznie Podbeskidzie zakończyło rozgrywki na 2. miejscu, ze stratą dwóch punktów do ŁKS. W jedenastce sezonu, wybranej przez redakcję „Przeglądu Sportowego”, znaleźli się: Cienciała, Osiński, Rogalski i Cieśliński, zaś w podobnym zestawieniu tygodnika „Piłka Nożna” – poza Osińskim, Rogalskim i Cieślińskim – uhonorowano Zajaca. Kasperczyk został uznany przez „Gazetę Wyborczą” za najlepszego trenera w województwie.

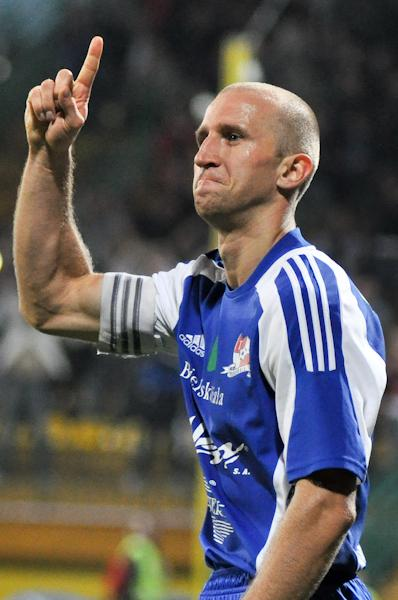
Sławomir Cienciała – były kapitan zespołu

Udany dla Podbeskidzia był udział w Pucharze Polski 2010/2011, gdzie po zwycięstwach nad Startem Otwock (po rzutach karnych), Piastem Gliwice i GKS Bełchatów piłkarze z Bielska-Białej uzyskali historyczny awans do ćwierćfinału, a po dwumeczu z Wisłą Kraków (1:0 w Krakowie i 2:2 u siebie) – do półfinału, gdzie zmierzyli się z Lechem Poznań (1:1 w Poznaniu i 2:3 przy ulicy Rychlińskiego). Był to najlepszy wynik uzyskany w tych rozgrywkach w historii bielskich klubów.

### 2011–2016: Podbeskidzie w Ekstraklasie
Po uzyskaniu awansu do Ekstraklasy w klubie pozostali wszyscy zawodnicy i trenerzy, którzy wywalczyli awans w poprzednim sezonie. Ponadto powrócili do Podbeskidzia Adrian Sikora i Mariusz Sacha, sprowadzono również kolejnych zawodników z Czech i Słowacji – Ondřeja Šourka oraz Mateja Náthera, a także Mateusza Bąka i Krzysztofa Króla. Powołano drużynę Młodej Ekstraklasy, której trenerem został Andrzej Wyroba. Równocześnie klub podjął starania o licencję na grę w najwyższej klasie rozgrywkowej na sezon 2011/2012, w tym utworzenie spółki akcyjnej. Podbeskidzie otrzymało pierwotnie pozwolenie na grę na Stadionie MOSiR w Wodzisławiu Śląskim (zgłoszonym jako obiekt rezerwowy). Na Stadionie Miejskim w Bielsku-Białej przeprowadzono wobec tego odpowiednie prace remontowe, mające na celu dostosowanie obiektu do wymagań licencyjnych, w tym utworzenie sektora dla kibiców gości i wymianę krzesełek (brali w nich udział również kibice-wolontariusze dzięki akcji Stowarzyszenia Sympatyków Klubu), dzięki czemu „Górale” mogli grać na własnym obiekcie.
W pierwszym meczu w Ekstraklasie Podbeskidzie zremisowało z Jagiellonią Białystok 2:2. Dzięki temu wynikowi „Górale” osiągnęli liczbę 500 dni bez porażki na Stadionie Miejskim (zakończyła się ona po meczu 5. kolejki sezonu z Koroną Kielce – 2:3).
| Podbeskidzie Bielsko-Biała – Jagiellonia Białystok 2:2 (0:2) |
| --- |
| 1 sierpnia 2011, godz. 18:30; Stadion Miejski w Bielsku-Białej, widzów: 3969; sędzia: Szymon Marciniak (Płock) Róbert Demjan 82, Adam Cieśliński 89 (k) – Tomasz Frankowski 6 (k), 41 Skład Podbeskidzia: 1. Richard Zajac – 18. Sławomir Cienciała, 7. Juraj Dančík, 26. Bartłomiej Konieczny, 17. Michał Osiński – 10. Marek Sokołowski, 19. František Metelka (85, 11. Sebastian Ziajka), 9. Dariusz Kołodziej (64, 16. Adam Cieśliński), 8. Piotr Malinowski (63, 13. Sylwester Patejuk), 20. Maciej Rogalski – 23. Róbert Demjan; trener: Robert Kasperczyk |

Pierwsze zwycięstwo na najwyższym poziomie rozgrywkowym Podbeskidzie odniosło w 6. kolejce z Legią Warszawa na jej obiekcie (2:1 dla gości), zaś pierwszą wygraną w Ekstraklasie na własnym boisku – w 8. kolejce z Lechią Gdańsk (1:0). Przez rundę jesienną bielszczanie zajmowali lokaty w środkowej części tabeli, ani razu nie znajdując się w strefie spadkowej – ostatecznie zakończyli ją na 12. miejscu, zaś po rozegranych awansem 2 kolejkach rundy wiosennej znaleźli się na 9. pozycji. W przerwie zimowej odeszli z drużyny: Cieśliński, Metelka i Osiński (do zespołu rezerw), pozyskano zaś m.in. Łukasza Mierzejewskiego i Li’ad a Elmaliha (ten drugi dołączył do sprowadzonego w trakcie rundy jesiennej innego Izraelczyka – Lirana Kohena). Klub po raz pierwszy przedstawił oficjalną maskotkę – Reksia. W marcu 2012 roku rozwiązano kontrakt z Kołodziejem po nałożeniu na niego rocznej kary dyskwalifikacji z powodu uczestnictwa w procederze korupcyjnym. Po czterech zwycięstwach z rzędu na początku rundy rewanżowej Podbeskidzie znalazło się na najwyższym, 6. miejscu w tabeli. W dalszych 11 spotkaniach „Górale” zdobyli jednak tylko 6 punktów i zakończyli pierwszy sezon w Ekstraklasie na 12. pozycji, z przewagą 11 punktów nad strefą spadkową (utrzymanie zapewnione po 27. kolejce). Najlepszym strzelcem zespołu był Demjan (6 bramek); Patejuk zajął 8. miejsce w klasyfikacji kanadyjskiej Ekstraklasy (5 bramek, 7 asyst). Podbeskidzie – ex aequo z Lechem Poznań – otrzymało nagrodę Fair Play. W Pucharze Polski „Górale” dotarli do 1/8 finału, gdzie przegrali 0:1 z późniejszym mistrzem kraju – Śląskiem Wrocław.

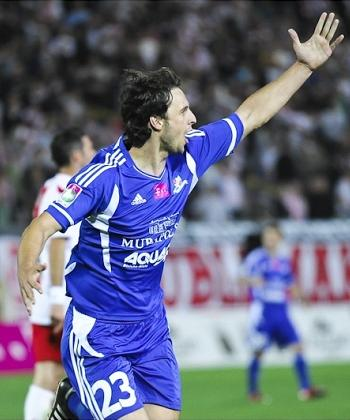
Róbert Demjan – król strzelców Ekstraklasy 2012/2013

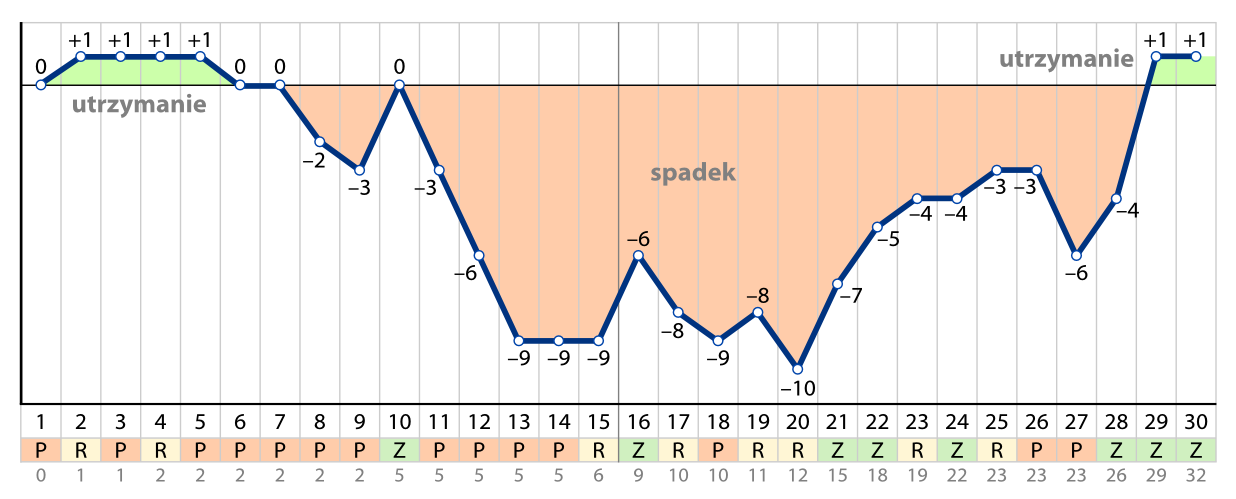
Walka Podbeskidzia o utrzymanie w sezonie 2012/2013 na wykresie

W przerwie letniej 2012 roku klub opuścili m.in. Patejuk, Rogalski, Sikora i Šourek. W poszukiwaniach nowych zawodników klub skoncentrował się na drużynach z niższych lig (m.in. Kamil Adamek i Fabian Pawela). Jedynym zagranicznym nabytkiem był Michal Piter-Bučko. W wyniku słabej postawy w rundzie jesiennej sezonu 2012/2013, po 7. kolejce, serii 196 dni i 14 meczów bez zwycięstwa, „Górale” po raz pierwszy w historii znaleźli się w strefie spadkowej Ekstraklasy. W tym czasie zakontraktowano byłych reprezentantów Polski – Dariusza Pietrasiaka i Ireneusza Jelenia (ten drugi odszedł z klubu już po rundzie jesiennej). Po 8. kolejce nowym trenem Podbeskidzia został Marcin Sasal. Jesienią 2012 roku drużyna zdobyła jedynie sześć punktów i zajmowała 15. miejsce w tabeli. Zimą nastąpiła kolejna zmiana szkoleniowca. Powracający do Podbeskidzia w roli nowego prezesa Wojciech Borecki zatrudnił na to stanowisko Dariusza Kubickiego. Z klubu odeszło kilku doświadczonych zawodników (w tym Cienciała, Cohen i Ziajka), a także odkrycie rundy jesiennej – Adamek. Miejsce w pierwszym składzie Podbeskidzia zajęli dwaj nowi piłkarze – Anton Sloboda i Błażej Telichowski. Po czterech meczach niespodziewanie odszedł z klubu Kubicki, zastąpiony przez Czesława Michniewicza. W tabeli rundy rewanżowej bielszczanie zajęli 3. pozycję, co dało „Góralom” 14. miejsce i utrzymanie w lidze. Róbert Demjan został królem strzelców i zwycięzcą klasyfikacji kanadyjskiej Ekstraklasy (14 bramek, 7 asyst), wybrano go piłkarzem i napastnikiem sezonu, a także znalazł się w jedenastce „Przeglądu Sportowego”.

Przed sezonem 2013/2014 w Podbeskidziu nastąpiły spore zmiany kadrowe, przede wszystkim wśród zawodników ofensywnych. Do ligi belgijskiej odszedł Demjan, zaś atak i pomoc wzmocniło kilku młodych zawodników (m.in. Aleksander Jagiełło), w bramce pojawił się drugi Słowak – Ladislav Rybánsky. Po czterech latach powrócił do klubu Krzysztof Chrapek, a na wypożyczeniu z Górnika Zabrze pozostał Marcin Wodecki. Do zespołu rezerw odesłano Juraja Dančíka, obcokrajowca z największą wówczas liczbą występów w Podbeskidziu. W październiku 2013 roku zwolniono Michniewicza, którego zastąpił na stanowisku trenera Leszek Ojrzyński. Jesienią 2013 roku rozegrano aż 21 kolejek Ekstraklasy, po których Podbeskidzie znajdowało się na 15. miejscu w tabeli (17 pkt, bez zwycięstwa na wyjeździe). Na początku 2014 roku nie doszło do większych ruchów kadrowych – zakończyło się wypożyczenie Jagiełły z Legii Warszawa, a po problemach formalnych został zgłoszony do rozgrywek Maciej Iwański, który podpisał z klubem kontrakt kilka miesięcy wcześniej. W dziewięciu pozostałych do końca rundy zasadniczej meczach Ekstraklasy Podbeskidzie przegrało tylko raz, co pozwoliło zająć po 30. kolejce 14. miejsce – konieczna była zatem gra o utrzymanie w grupie B fazy finałowej. Ostatecznie drużyna zapewniła sobie ekstraklasowy byt w 35. kolejce, a sezon zakończyła na 10. pozycji, najwyższej w historii klubu (ponownie zajmując 3. miejsce w tabeli wiosny). Po raz drugi Podbeskidzie wygrało klasyfikację Fair Play Ekstraklasy.

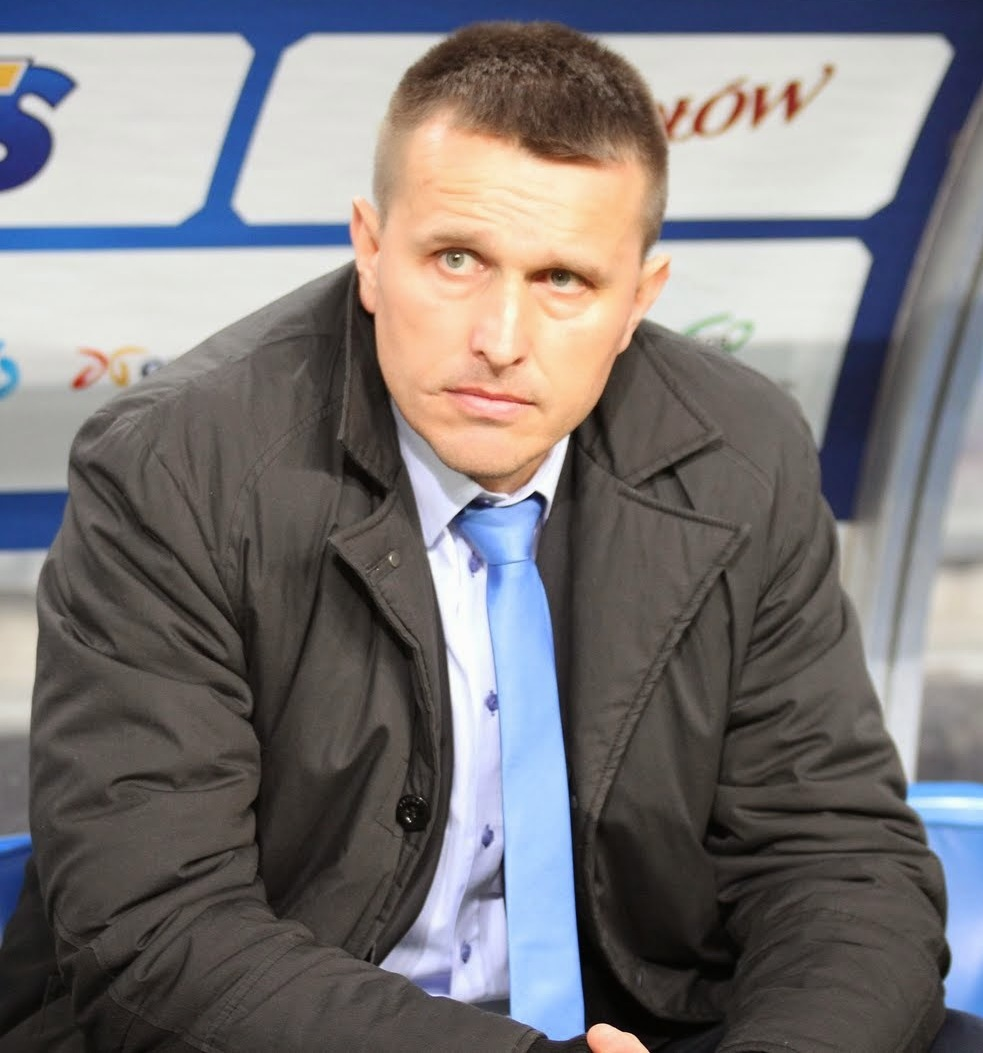
Leszek Ojrzyński – trener Podbeskidzia w latach 2013–2015

Lato 2014 roku było czasem znaczących zmian w klubie, przede wszystkim zmiany kilkunastu piłkarzy. Z Podbeskidziem pożegnali się m.in. Łatka, Pawela i Telichowski oraz większość zawodników pozyskanych w poprzednim oknie transferowym, powrócili zaś graczy ofensywni związani wcześniej z drużyną przez kilka lat – Róbert Demjan i Sylwester Patejuk, do klubu przyszedł również Maciej Korzym. Przygotowano również nowe stroje meczowe z charakterystycznymi pasami na koszulkach, zmieniono maskotkę na postać górala – Beskidka, zwiększyły się też udziały głównego sponsora – Murapolu – w strukturze spółki akcyjnej. W 1. kolejce sezonu 2014/2015 „Górale” przegrali na własnym stadionie po raz pierwszy od 5 października 2013 roku (2:3 z Pogonią Szczecin). Dobre wyniki w kolejnych meczach pozwoliły Podbeskidziu na osiągnięcie najwyższego w historii 4. miejsca w tabeli (kolejki 7–8), a ostatecznie rok 2014 zakończyło na 8. miejscu. Przed kolejną częścią sezonu nowymi piłkarzami klubu zostali młodzi defensorzy ze Słowacji – Kristián Kolčák i Róbert Mazáň. Głównym celem drużyny miało być wejście do walczącej w fazie finałowej grupy A. Podbeskidzie znajdowało się przez kolejne tygodnie w górnej części tabeli, jednak opuściło ją na dwie kolejki przed końcem rundy. Ostatecznie po 30. serii gier zespół zajął 11. miejsce ze stratą punktu do 8. pozycji, a Ojrzyński został zwolniony z funkcji trenera – drużynę objął ponownie Kubicki. Utrzymanie w Ekstraklasie Podbeskidzie zapewniło sobie na kolejkę przed końcem sezonu, a ogółem zajęło 13. miejsce w lidze. Start w Pucharze Polski 2014/2015 zakończył się ponownym dojściem do półfinału po pokonaniu rywali z Ekstraklasy – Zawiszy Bydgoszcz, Górnika Zabrze i Piasta Gliwice. Podbeskidzie zostało wyeliminowane z turnieju przez Legię Warszawa (1:4 u siebie i 0:2 na wyjeździe).
Przed sezonem 2015/2016 ponownie przeprowadzono liczne zmiany w składzie, m.in. odeszli grający w Podbeskidziu od wielu lat Tomasz Górkiewicz, Piotr Malinowski i Richard Zajac (pozostał w klubie jako trener bramkarzy), a także Maciej Iwański czy Pavol Staňo; wśród nowych zawodników klubu znaleźli się: Mateusz Szczepaniak, Kōhei Katō, Mateusz Możdżeń i Emilijus Zubas. Od początku rozgrywek drużyna znajdowała się na dole tabeli ligi, zaś po najwyższej w historii klubu porażce u siebie (0:6 z Wisłą Kraków) zwolniono trenera Kubickiego – jego następcą został Robert Podoliński. W ciągu kilku kolejek pozycja Podbeskidzia poprawiła się, jednak po ostatnich meczach w 2015 roku znalazło się na ostatnim 16. miejscu (w tym z powodu braku zwycięstwa w Bielsku-Białej od początku sezonu), choć z małą stratą do rywali. Przed rozgrywkami wiosennymi sprowadzono do klubu m.in. nową parę stoperów (Paweł Baranowski – Jozef Piaček), a drużyna w dalszych meczach traciła znacznie mniej bramek niż jesienią, poprawiając też dorobek strzelecki. Dzięki zdobyciu 17 punktów w 9 spotkaniach Podbeskidzie zrównało się po 30. kolejce z siódmą Lechią Gdańsk i ósmym Ruchem Chorzów, z którymi przegrało jednak – z powodu niekorzystnego bilansu meczów bezpośrednich – walkę o grupę A i ponownie znalazło się wśród zespołów walczących o utrzymanie. W rundzie finałowej drużyna zdobyła tylko punkt i przed ostatnią kolejką rozgrywek straciła szansę na pozostanie w Ekstraklasie, a sezon zakończyła na ostatnim 16. miejscu. Była to pierwsza degradacja w historii Podbeskidzia.

### 2016–2020: Ponownie w I lidze

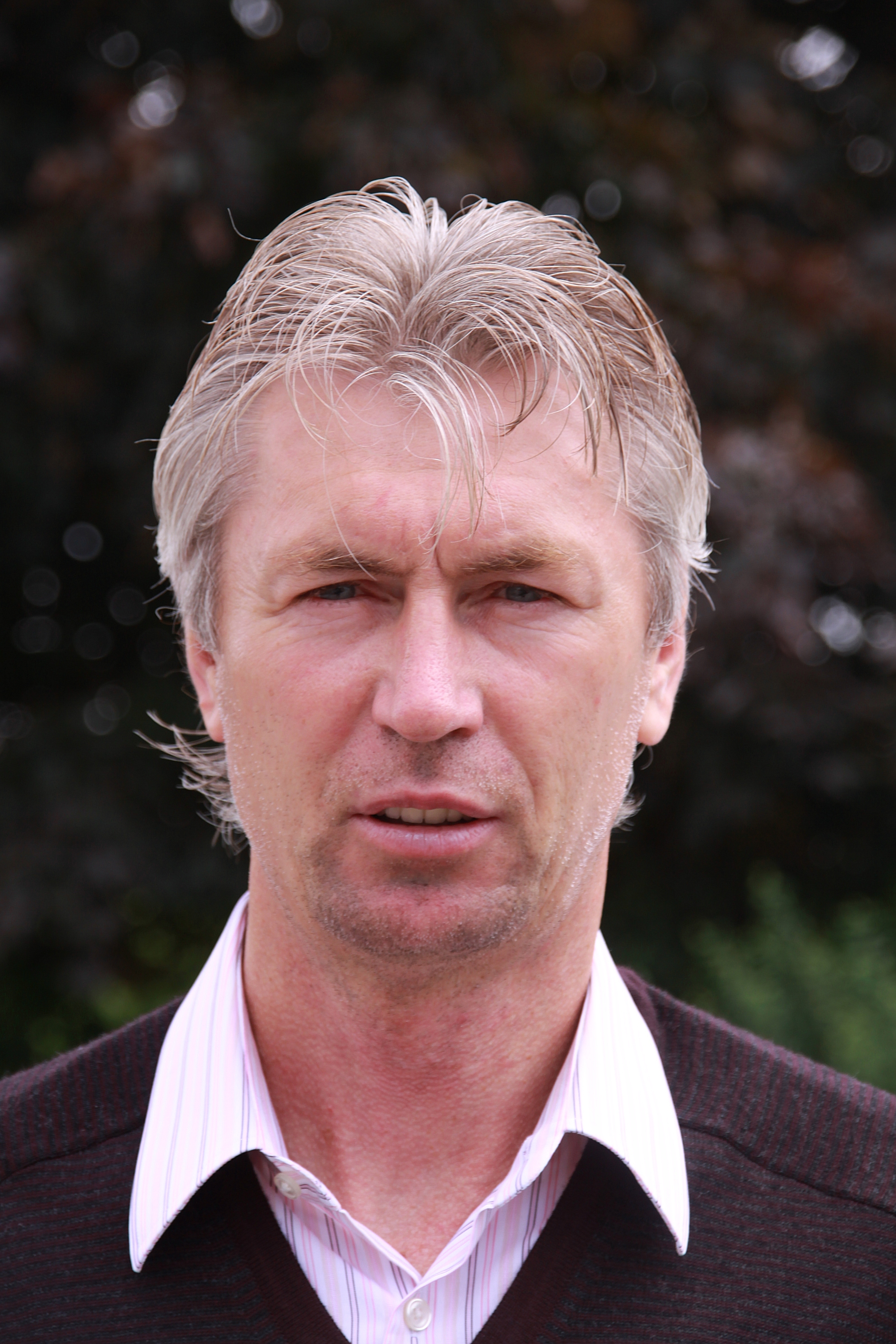
Ján Kocian – trener Podbeskidzia w latach 2016–2017

Po spadku z Ekstraklasy klub nie przedłużył kontraktu z trenerem Podolińskim, którego zastąpił Dariusz Dźwigała. Podbeskidzie opuścili także m.in. Katō, Możdżeń, Mójta, Szczepaniak i Zubas, zaś w gronie nowych zawodników pojawili się: Rafał Leszczyński, Mariusz Magiera, Tomasz Podgórski i Łukasz Sierpina. Przez pierwsze trzy kolejki sezonu 2016/2017 „Górale” zajmowali pozycję lidera I ligi, w dalszej części rundy jesiennej spadli do środka tabeli. Po porażce w meczu otwarcia przebudowanego Stadionu Miejskiego w Bielsku-Białej (0:1 ze Stalą Mielec) pracę stracił cały sztab szkoleniowy. Nowym trenerem został Ján Kocian. Jesień 2016 roku Podbeskidzie zakończyło na 9. miejscu w tabeli, przerywając w ostatnim spotkaniu serię 230 dni bez zwycięstwa w Bielsku-Białej. W przerwie zimowej skład Podbeskidzia uzupełnili m.in. Robert Gumny i Łukasz Hanzel. Choć wiosną drużyna zdobyła więcej punktów niż jesienią i nie poniosła już porażki u siebie, „Górale” zakończyli sezon na 8. miejscu. W ostatnim meczu rozgrywek z klubem i karierą sportową pożegnali się Marek Sokołowski i Dariusz Kołodziej. Przed sezonem 2017/2018 Podbeskidzie opuścili m.in. Róbert Demjan, Szymon Lewicki i Jozef Piaček, zaś wśród przychodzących znaleźli się Dimityr Iliew i Valērijs Šabala. Udziałowcem mniejszościowym klubu – w miejsce Murapolu – zostały Polskie Mięso i Wędliny ŁUKOSZ. W wyniku konfliktu z władzami klubu Ján Kocian poprowadził zespół tylko w pierwszym meczu pucharowym, formalnie pozostając trenerem Podbeskidzia do początku października 2017 roku, kiedy zastąpił go formalnie dotychczasowy asystent Adam Nocoń. Podbeskidzie zakończyło rok 2017 na 12. miejscu w tabeli I ligi. W przerwie zimowej do drużyny dołączyli Mawrudis Bugaidis i Guga Palawandiszwili. Podbeskidzie zanotowało następnie serię 11 meczów bez porażki, ostatecznie zajmując w lidze 9. lokatę. W rozgrywkach o Puchar Polski „Górale” osiągnęli 1/8 finału, w ostatnim spotkaniu przegrywając z broniącą trofeum Arką Gdynia.

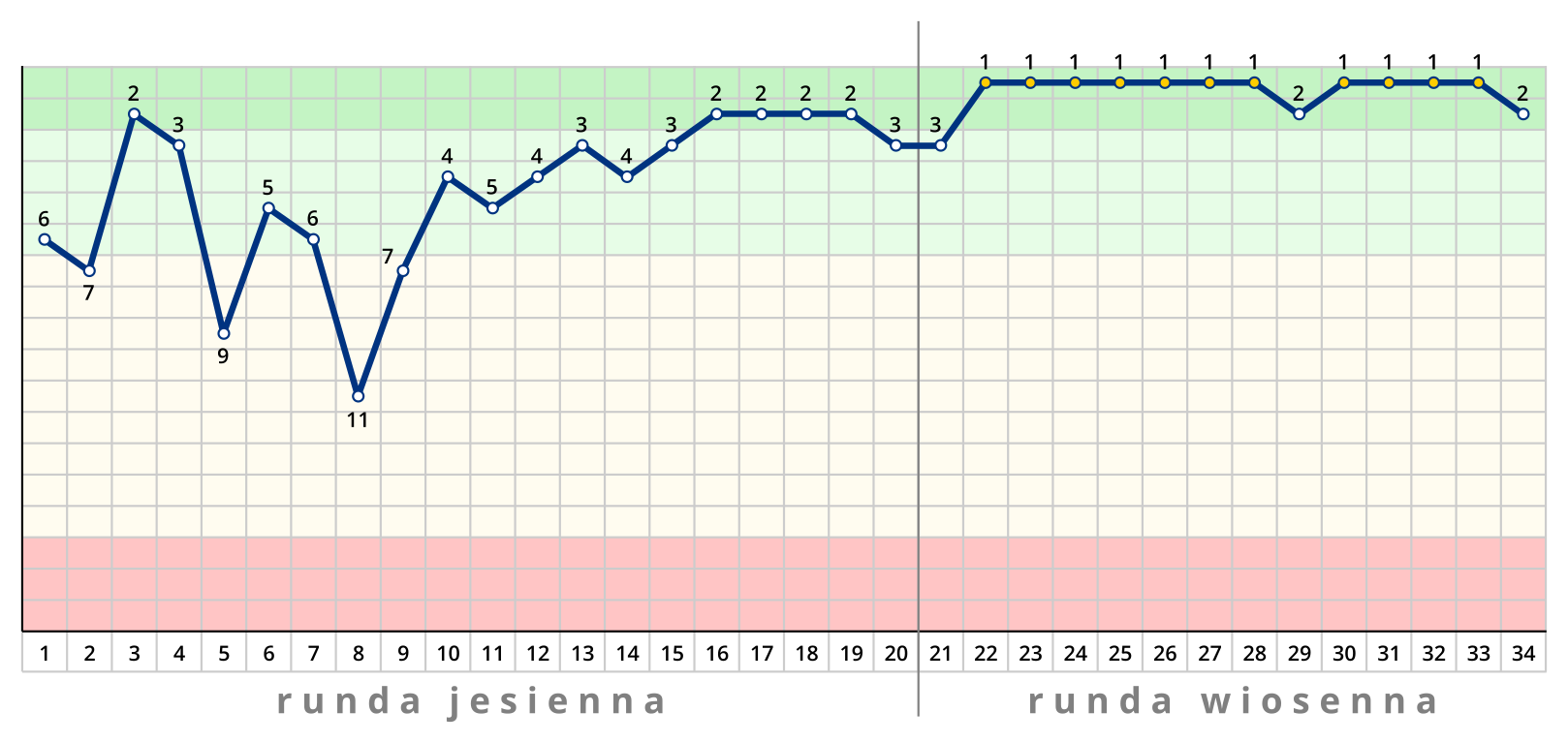
Miejsca zajmowane w tabeli sezonu 2019/2020 kolejka po kolejce

Przed sezonem 2018/2019 trenerem Podbeskidzia został Krzysztof Brede. Po ostatnim spotkaniu rundy jesiennej zespół znalazł się na 5. miejscu w lidze, zaś całe rozgrywki zakończył na 6. pozycji. Valērijs Šabala zdobył tytuł króla strzelców I ligi (12 bramek). Łotysz opuścił następnie Podbeskidzie po swoim drugim sezonie w jego barwach, podobnie jak Paweł Oleksy i Mawrudis Bugaidis, zaś nowymi zawodnikami „Górali” stali się m.in. Martin Polaček, Karol Danielak, Tomasz Nowak i Kornel Osyra. Przez większość sezonu 2019/2020 Podbeskidzie znajdowało się na podium tabeli I ligi, kończąc rundę jesienną na 3. miejscu, zaś po przerwie zimowej zajmowało pozycje gwarantujące awans. Powrót do Ekstraklasy bielszczanie zapewnili sobie po 32. kolejce (zwycięstwo nad Odrą Opole 4:3), po czym ponieśli jedyne dwie porażki w rundzie wiosennej.

### 2020–2021: Powrót do elity
Sezon 2020/2021, szósty w Ekstraklasie, Podbeskidzie rozpoczęło w składzie zbliżonym do tego, który dało mu awans.  Z nowych zawodników najczęściej pojawiali się na boisku Michal Peškovič, Milan Rundić i Gergő Kocsis, zaś głównym strzelcem zespołu stał się Kamil Biliński. Rundę jesienną „Górale” zakończyli na ostatnim, 16. miejscu, zdobywając jedynie 9 punktów tracąc na tym etapie najwięcej goli (38) spośród wszystkich drużyn ligi od 16 lat i pozostając bez zwycięstwa na wyjeździe. Przed ostatnim meczem roku z funkcją trenera pożegnał się Krzysztof Brede, którego w przerwie zimowej zastąpił powracający do Podbeskidzia po ośmiu latach Robert Kasperczyk. W zimowym okienku transferowym zespół wzmocnili m.in. David Niepsuj, Rafał Janicki, Jakub Hora, czy Petar Mamić. Mimo że w rundzie wiosennej Podbeskidzie zdobyło 16 punktów, ostatecznie zajęło 16. miejsce i jako jedyny klub opuściło Ekstraklasę. Sezon 2020/2021 przyniósł klubowi niechlubne rekordy: najmniejszej liczby punktów, największej liczby porażek, największej średniej goli straconych na mecz w sezonie oraz serii (łącznie) 18 meczów bez zwycięstwa na wyjeździe.

### 2021-2024: Po roku ponownie w I lidze
Po spadku Podbeskidzia odeszło łącznie 20 zawodników, z klubem pożegnał się również Robert Kasperczyk, którego na stanowisku trenera zastąpił duet trenerski Piotra Jawnego z Marcinem Dymkowskim. W gronie nowych zawodników pojawili się m.in. Giorgi Merebaszwili, Michał Janota, Goku Román, Dawid Polkowski, Costa Nhamoinesu, czy Ezequiel Bonifacio. Podbeskidzie spędziło kolejne dwa sezony w I lidze, zajmując kolejno dziewiąte i siódme miejsce. W sezonie 2023/2024 Podbeskidzie zajęło przedostatnie miejsce w tabeli i spadło na trzeci poziom ligowy.

## Nazwy
- 1997 – BBTS Ceramed Komorowice
- 1999 – BBTS Bogmar Ceramed Komorowice
- 1999 – BBTS Bogmar Ceramed Bielsko-Biała
- 2001 – BBTS Marbet Ceramed Bielsko-Biała
- 2002 – MC Podbeskidzie Bielsko-Biała
- 2003 – TS Podbeskidzie Bielsko-Biała
- 2011 – TS Podbeskidzie SA

## Sukcesy
Rozgrywki ligowe
- Ekstraklasa:
  - 10. miejsce: 2013/2014

- I liga:
  - 2. miejsce – awans do Ekstraklasy (2x): 2010/2011, 2019/2020

Rozgrywki pucharowe
- Puchar Polski:
  - Półfinał (2x): 2010/2011, 2014/2015
  - 1/8 finału (5x): 2004/2005, 2005/2006, 2011/2012, 2015/2016, 2017/2018

- Puchar Polski – Beskidzki Okręgowy Związek Piłki Nożnej:
  - Zdobywca (4x): 1999, 2000, 2002, 2024[h]

## Rozgrywki

### Poszczególne sezony
| Sezon     | Rozgrywki ligowe    | Rozgrywki ligowe     | Rozgrywki ligowe                                                  | Rozgrywki ligowe | Rozgrywki ligowe | Rozgrywki ligowe | Rozgrywki ligowe | Rozgrywki ligowe | Rozgrywki ligowe | Rozgrywki ligowe | Rozgrywki ligowe | Puchar Polski (rozgrywki centralne) | Najlepszy strzelec (rozgrywki ligowe) | Najlepszy strzelec (rozgrywki ligowe) |
| Sezon     | Poziom i nazwa ligi | Poziom i nazwa ligi  | Miejsce                                                           | M                | Pkt              | Z                | R                | P                | Bramki           | Bramki           | Bramki           | Puchar Polski (rozgrywki centralne) | Najlepszy strzelec (rozgrywki ligowe) | Najlepszy strzelec (rozgrywki ligowe) |
| --------- | ------------------- | -------------------- | ----------------------------------------------------------------- | ---------------- | ---------------- | ---------------- | ---------------- | ---------------- | ---------------- | ---------------- | ---------------- | ----------------------------------- | ------------------------------------- | ------------------------------------- |
| 1997/1998 | V                   | Klasa okręgowa       | 2/16                                                              | 30               | 55               | 16               | 7                | 7                | 65               | 31               | +34              | —                                   | Tomasz Moskała                        | 15                                    |
| 1998/1999 | V                   | Klasa okręgowa       | 1/18                                                              | 34               | 94               | 30               | 4                | 0                | 131              | 20               | +111             | —                                   | Grzegorz Więzik*                      | 28                                    |
| 1999/2000 | IV                  | IV liga              | 1/18                                                              | 34               | 90               | 29               | 3                | 2                | 90               | 17               | +73              | III runda (1/32 finału)             | Grzegorz Więzik*                      | 28                                    |
| 2000/2001 | III                 | III liga (grupa III) | 3/20                                                              | 38               | 82               | 25               | 7                | 6                | 64               | 24               | +40              | I runda (1/64 finału)               | Artur Rozmus, Bartosz Woźniak         | 10                                    |
| 2001/2002 | III                 | III liga (grupa III) | 1/18                                                              | 34               | 77               | 23               | 8                | 3                | 70               | 18               | +52              | —                                   | Andrzej Szłapa                        | 14                                    |
| 2002/2003 | II                  | II liga              | 12/18                                                             | 34               | 42               | 10               | 12               | 12               | 35               | 35               | 0                | —                                   | Adrian Sikora                         | 6                                     |
| 2003/2004 | II                  | II liga              | 7/16                                                              | 30               | 40               | 12               | 4                | 14               | 37               | 45               | –8               | I runda (1/32 finału)               | Jarosław Bujok                        | 8                                     |
| 2004/2005 | II                  | II liga              | 5/18                                                              | 34               | 58               | 17               | 7                | 10               | 39               | 33               | +6               | 1/8 finału                          | Jarosław Bujok                        | 6                                     |
| 2005/2006 | II                  | II liga              | 13/18                                                             | 34               | 41               | 9                | 14               | 11               | 37               | 38               | –1               | 1/8 finału                          | Grzegorz Pater                        | 10                                    |
| 2005/2006 | II                  | II liga              | Baraże o II ligę: Podbeskidzie – Pelikan Łowicz 1:1 (w) i 5:2 (d) |                  |                  |                  |                  |                  |                  |                  |                  | 1/8 finału                          | Grzegorz Pater                        | 10                                    |
| 2006/2007 | II                  | II liga              | 12/18                                                             | 34               | 39               | 11               | 6                | 17               | 26               | 46               | –20              | 1/16 finału                         | Krzysztof Chrapek                     | 8                                     |
| 2007/2008 | II                  | II liga              | 6/18                                                              | 34               | 58               | 19               | 7                | 8                | 53               | 27               | +26              | I runda (1/32 finału)               | Dariusz Kołodziej                     | 14                                    |
| 2008/2009 | II                  | I liga               | 4/18                                                              | 34               | 59               | 17               | 8                | 9                | 60               | 29               | +31              | I runda (1/32 finału)               | Krzysztof Chrapek                     | 18                                    |
| 2009/2010 | II                  | I liga               | 12/18                                                             | 34               | 44               | 10               | 14               | 10               | 45               | 38               | +7               | I runda (1/32 finału)               | Sylwester Patejuk                     | 10                                    |
| 2010/2011 | II                  | I liga               | 2/18                                                              | 34               | 69               | 20               | 9                | 5                | 53               | 23               | +30              | Półfinał                            | Adam Cieśliński                       | 12                                    |
| 2011/2012 | I                   | Ekstraklasa          | 12/16                                                             | 30               | 35               | 9                | 8                | 13               | 26               | 39               | –13              | 1/8 finału                          | Róbert Demjan                         | 6                                     |
| 2012/2013 | I                   | Ekstraklasa          | 14/16                                                             | 30               | 32               | 8                | 8                | 14               | 39               | 43               | –4               | 1/16 finału                         | Róbert Demjan*                        | 14                                    |
| 2013/2014 | I                   | Ekstraklasa          | 10/16                                                             | 37               | 30               | 10               | 15               | 12               | 39               | 45               | –6               | 1/16 finału                         | Marek Sokołowski                      | 6                                     |
| 2014/2015 | I                   | Ekstraklasa          | 13/16                                                             | 37               | 27               | 12               | 10               | 15               | 47               | 60               | –13              | Półfinał                            | Damian Chmiel                         | 9                                     |
| 2015/2016 | I                   | Ekstraklasa          | 16/16                                                             | 37               | 20               | 9                | 12               | 16               | 45               | 63               | –18              | 1/8 finału                          | Mateusz Szczepaniak                   | 10                                    |
| 2016/2017 | II                  | I liga               | 8/18                                                              | 34               | 53               | 14               | 11               | 9                | 40               | 39               | +1               | 1/16 finału                         | Szymon Lewicki                        | 9                                     |
| 2017/2018 | II                  | I liga               | 9/18                                                              | 34               | 46               | 11               | 13               | 11               | 37               | 37               | 0                | 1/8 finału                          | Paweł Tomczyk                         | 11                                    |
| 2018/2019 | II                  | I liga               | 6/18                                                              | 34               | 47               | 13               | 9                | 12               | 52               | 46               | +6               | 1/16 finału                         | Valērijs Šabala*                      | 12                                    |
| 2019/2020 | II                  | I liga               | 2/18                                                              | 34               | 65               | 19               | 8                | 7                | 64               | 33               | +29              | I runda (1/32 finału)               | Karol Danielak                        | 13                                    |
| 2020/2021 | I                   | Ekstraklasa          | 16/16                                                             | 30               | 25               | 6                | 7                | 17               | 29               | 60               | -31              | 1/16 finału                         | Kamil Biliński                        | 11                                    |
| 2021/2022 | II                  | I liga               | 9/18                                                              | 34               | 45               | 11               | 12               | 11               | 48               | 41               | +7               | I runda (1/32 finału)               | Kamil Biliński*                       | 19                                    |
| 2022/2023 | II                  | I liga               | 7/18                                                              | 34               | 49               | 12               | 13               | 9                | 56               | 47               | +9               | I runda (1/32 finału)               | Kamil Biliński                        | 16                                    |
| 2023/2024 | II                  | I liga               | 17/18                                                             | 34               | 23               | 4                | 11               | 19               | 26               | 59               | -33              | 1/16 finału                         |                                       |                                       |
| 2024/2025 | III                 | II liga              | 7/18                                                              | 34               | 51               | 14               | 9                | 11               | 44               | 35               | +9               | I runda (1/32 finału)               |                                       |                                       |

Uwaga: Gwiazdką wyróżniono króla strzelców rozgrywek.
| Poziom ligowy | Liczba sezonów | Lata gry                        |
| ------------- | -------------- | ------------------------------- |
| I             | 6              | 2011–2016, 2020–2021            |
| II            | 16             | 2002–2011, 2016–2020, 2021–2024 |
| III           | 3              | 2000–2002, 2024–                |
| IV            | 1              | 1999–2000                       |
| V             | 2              | 1997–1999                       |

### Puchar Polski
Po fuzji z 1997 roku BBTS dwukrotnie wygrało rozgrywki okręgowe (1998/1999, 1999/2000), w 1999 roku dochodząc dalej do 1/32 finału szczebla centralnego Pucharu Polski. Kolejny triumf (2002) nie gwarantował już przejścia do właściwej fazy turnieju – BBTS przegrało w nowo powstałych rozgrywkach wojewódzkich.
Od sezonu 2003/2004 Podbeskidzie uczestniczy w rozgrywkach krajowych bez konieczności występowania na poziomie wojewódzkim z uwagi na grę na drugim poziomie ligowym. Znaczące sukcesy w Pucharze Polski „Górale” odnosili w latach 2004–2006. W edycji 2004/2005 po przejściu I rundy rywalizowali w fazie grupowej z pierwszoligowymi: Górnikiem Zabrze i GKS Katowice, ulegając tylko pierwszej z tych drużyn. W dwumeczu 1/8 finału Podbeskidzie przegrało z Pogonią Szczecin 1:2. Do tej samej fazy rozgrywek „Górale” dotarli również w sezonie 2005/2006, gdzie zostali pokonani przez późniejszego zdobywcę Pucharu i Superpucharu Polski – Wisłę Płock (0:3 i 0:0).
W edycji 2010/2011 bielszczanie osiągnęli najlepszy w historii wynik – po wyeliminowaniu Startu Otwock, Piasta Gliwice, GKS Bełchatów i Wisły Kraków Podbeskidzie awansowało do półfinału, gdzie zmierzyło się z Lechem Poznań (1:1 i 2:3; 5 i 19 kwietnia 2011). „Górale” osiągnęli ponownie 1/8 finału turnieju w sezonie 2011/2012 – wyeliminował ich z dalszej gry późniejszy m]istrz kraju, Śląsk Wrocław (0:1). Kolejnym sukcesem Podbeskidzia jest ponownie dojście do półfinału Pucharu Polski edycji 2014/2015 po zwycięstwach nad Zawiszą Bydgoszcz, Górnikiem Zabrze i Piastem Gliwice – bielszczanie przegrali ostatecznie z Legią Warszawa (1:4 i 0:2; 1 i 8 kwietnia 2015). W sezonie 2015/2016 Podbeskidzie zakończyło udział w turnieju w podobny sposób, jak cztery lata wcześniej – porażką w 1/8 finału ze Śląskiem Wrocław. Bielszczanie dotarli do tej fazy rozgrywek również w edycji 2017/2018, w której zostali pokonani przez obrońcę tytułu – Arkę Gdynia.

## Piłkarze

### Obecny skład
Stan na 23 stycznia 2025
| Nr | Poz. | Piłkarz            |
| -- | ---- | ------------------ |
| 1  | BR   | Konrad Forenc      |
| 3  | OB   | Daniel Dziwniel    |
| 4  | OB   | Marcin Biernat     |
| 6  | PO   | Mateusz Kizyma     |
| 7  | PO   | Linus Rönnberg     |
| 8  | PO   | Matej Mrsić        |
| 9  | NA   | Paweł Tomczyk      |
| 11 | PO   | Mateusz Ziółkowski |
| 13 | OB   | Dawid Ściuk        |
| 14 | PO   | Marcin Urynowicz   |
| 17 | OB   | Jan Majsterek      |
| 18 | PO   | Paweł Czajkowski   |
| 20 | PO   | Szymon Gołuch      |
| 23 | PO   | Marcel Misztal     |

| Nr | Poz. | Piłkarz                |
| -- | ---- | ---------------------- |
| 24 | PO   | Michał Bednarski       |
| 27 | PO   | Jaka Kolenc            |
| 28 | OB   | Kornel Osyra           |
| 30 | PO   | Radosław Zając         |
| 32 | BR   | Maksymilian Manikowski |
| 33 | NA   | Bartosz Bieroński      |
| 43 | BR   | Krystian Wieczorek     |
| 55 | OB   | Michał Willmann        |
| 77 | PO   | Bartosz Florek         |
| 84 | NA   | Bartosz Martosz        |
| 88 | OB   | Nikodem Gancarczyk     |
| 90 | NA   | Lucjan Klisiewicz      |
|    | NA   | Maciej Górski          |

### Statystyki
Wytłuszczono nazwiska zawodników występujących obecnie w pierwszej drużynie Podbeskidzia. Stan na 7 lutego 2021.

#### Najwięcej występów w barwach klubu w Ekstraklasie

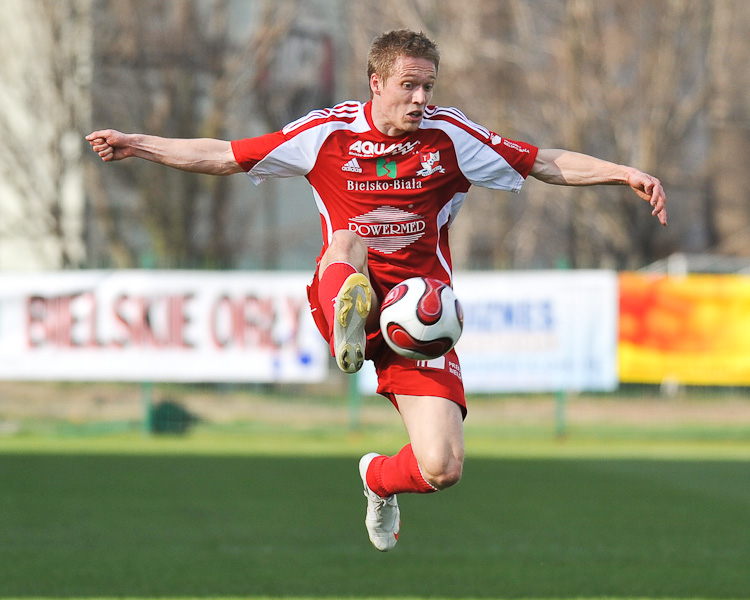
Piotr Malinowski – piłkarz klubu w latach 2009–2015

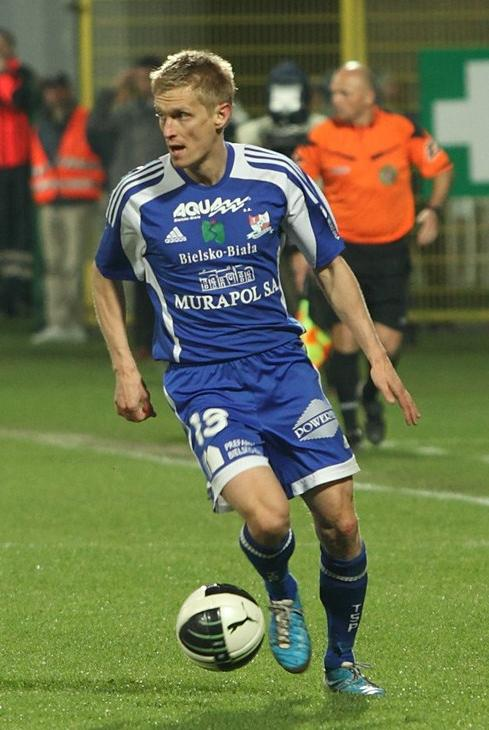
Sylwester Patejuk – lider zespołu 2011/2012

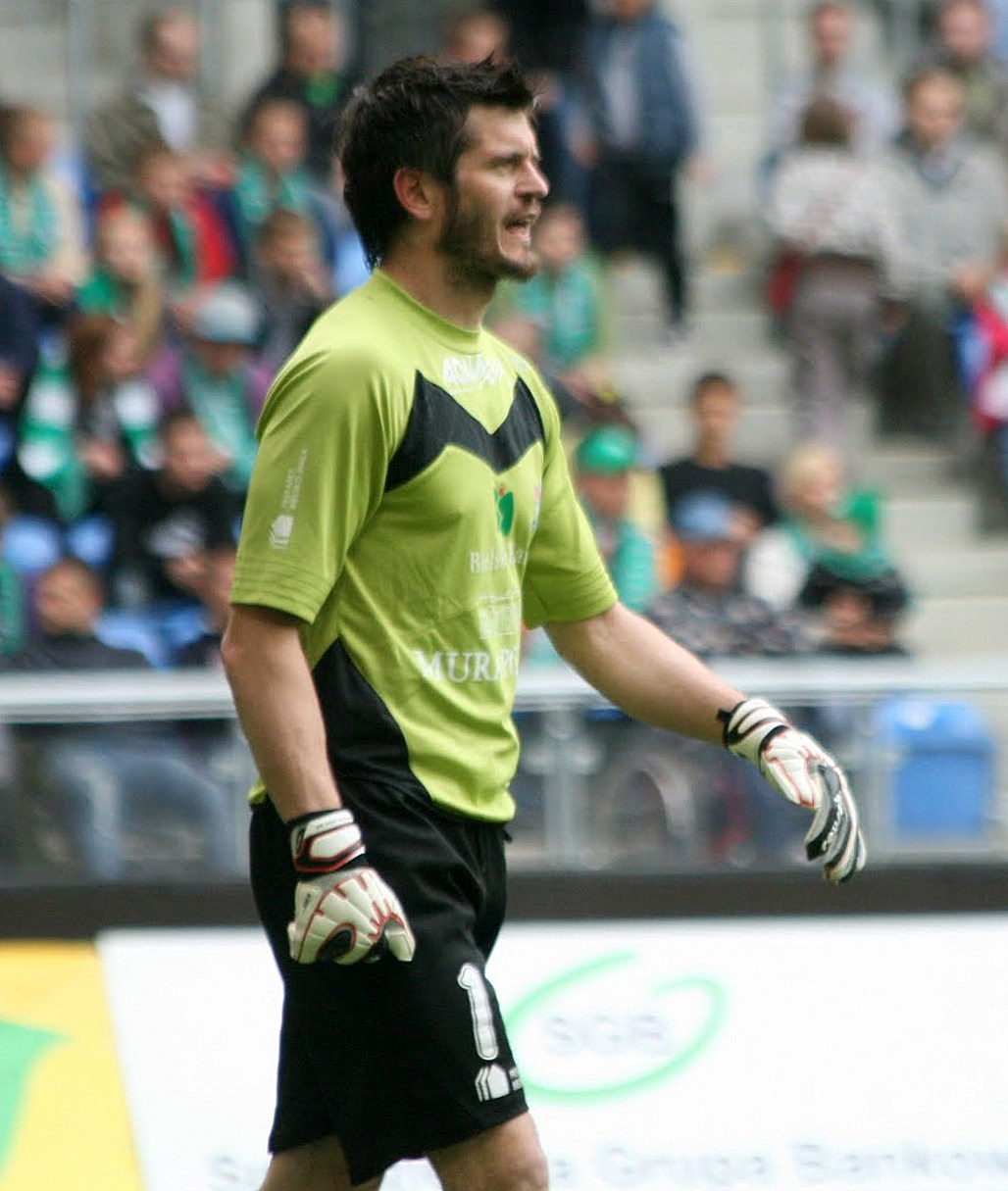
Richard Zajac – najwięcej meczów spośród bramkarzy cudzoziemców

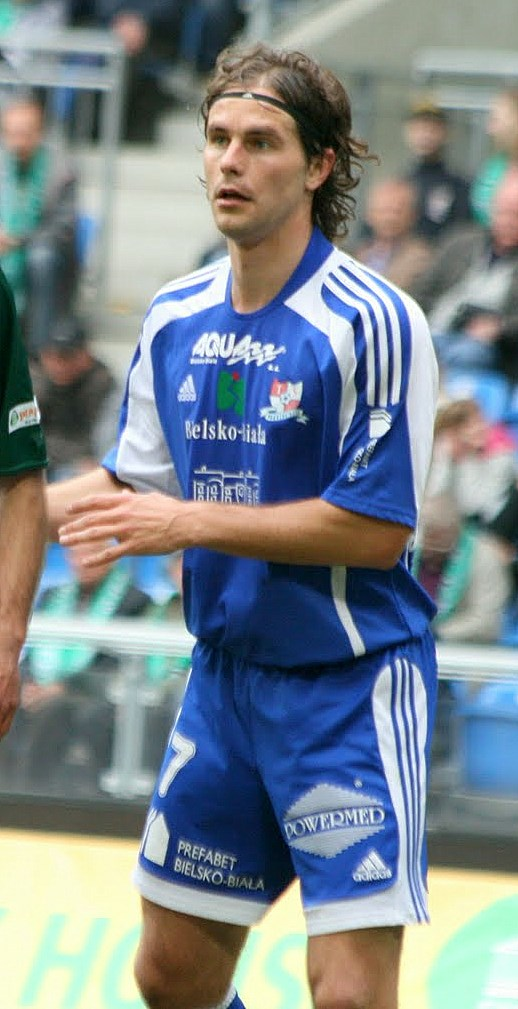
Juraj Dančík – 115 meczów ligowych w barwach klubu

| Imię i nazwisko      | Lata gry             | Liczba meczów | Czyste konto |
| -------------------- | -------------------- | ------------- | ------------ |
| Marek Sokołowski     | 2011–2016            | 138           | —            |
| Róbert Demjan        | 2011–2013, 2014–2016 | 125           | —            |
| Damian Chmiel        | 2012–2016            | 104           | —            |
| Piotr Malinowski     | 2011–2015            | 103           | —            |
| Bartłomiej Konieczny | 2011–2015            | 94            | —            |
| Richard Zajac        | 2011–2015            | 86            | 29           |
| Dariusz Łatka        | 2011–2014            | 80            | —            |
| Tomasz Górkiewicz    | 2011–2012, 2013–2015 | 79            | —            |
| Adam Deja            | 2013–2016            | 73            | —            |
| Anton Sloboda        | 2013–2016            | 70            | —            |
| Dariusz Pietrasiak   | 2012–2014            | 67            | —            |
| Fabian Pawela        | 2012–2014            | 54            | —            |
| Dariusz Kołodziej    | 2011, 2013–2016      | 52            | —            |
| Frank Adu Kwame      | 2013–2016            | 50            | —            |

#### Najlepsi strzelcy Podbeskidzia w Ekstraklasie
| Imię i nazwisko     | Lata gry             | Liczba bramek |
| ------------------- | -------------------- | ------------- |
| Róbert Demjan       | 2011–2013, 2014–2016 | 31            |
| Damian Chmiel       | 2012–2016            | 17            |
| Marek Sokołowski    | 2011–2016            | 15            |
| Kamil Biliński      | 2020–2021            | 11            |
| Fabian Pawela       | 2012–2014            | 11            |
| Mateusz Szczepaniak | 2015–2016            | 10            |
| Maciej Iwański      | 2014–2015            | 8             |
| Dariusz Kołodziej   | 2011, 2013–2016      | 7             |
| Adam Mójta          | 2015–2016            | 7             |
| Sylwester Patejuk   | 2011–2012, 2014–2015 | 6             |
| Tomasz Górkiewicz   | 2011–2012, 2013–2015 | 5             |

#### Piłkarze zagraniczni w barwach klubu
Dotychczas w kadrze Podbeskidzia znalazło się 82 (+1) obcokrajowców z 28 (+1) krajów: Słowacji (22), Czech, Nigerii (po 8), Hiszpanii (5), Białorusi, Chorwacji, Zimbabwe (po 4), Brazylii, Kamerunu, Izraela, Ukrainy, Gruzji, Litwy (po 2), Australii, Bośni i Hercegowiny, Bułgarii, Czarnogóry, Ghany, Grecji, Holandii, Japonii, Liberii, Łotwy, Rumunii, Senegalu, Serbii, Węgier, Argentyny i Francji (po 1).
Uwzględniono wyłącznie mecze ligowe. W przypadku bramkarzy w nawiasach podano liczbę bramek wpuszczonych. Stan na 14 września 2021.
| Lista obcokrajowców w barwach Podbeskidzia | Lista obcokrajowców w barwach Podbeskidzia | Lista obcokrajowców w barwach Podbeskidzia | Lista obcokrajowców w barwach Podbeskidzia | Lista obcokrajowców w barwach Podbeskidzia | Lista obcokrajowców w barwach Podbeskidzia | Lista obcokrajowców w barwach Podbeskidzia | Lista obcokrajowców w barwach Podbeskidzia | Lista obcokrajowców w barwach Podbeskidzia | Lista obcokrajowców w barwach Podbeskidzia | Lista obcokrajowców w barwach Podbeskidzia |
| Imię i nazwisko                            | Lata gry                                   | Liczba bramek                              | Liczba bramek                              | Liczba bramek                              | Liczba meczów                              | Liczba meczów                              | Liczba meczów                              | Czyste konto                               | Czyste konto                               | Czyste konto                               |
| Imię i nazwisko                            | Lata gry                                   | I poz.                                     | II poz.                                    | Razem                                      | I poz.                                     | II poz.                                    | Razem                                      | I poz.                                     | II poz.                                    | Razem                                      |
| ------------------------------------------ | ------------------------------------------ | ------------------------------------------ | ------------------------------------------ | ------------------------------------------ | ------------------------------------------ | ------------------------------------------ | ------------------------------------------ | ------------------------------------------ | ------------------------------------------ | ------------------------------------------ |
| Róbert Demjan                              | 2010–2013, 2014–2017                       | 31                                         | 12                                         | 43                                         | 127                                        | 52                                         | 179                                        | —                                          | —                                          | —                                          |
| Richard Zajac                              | 2010–2015                                  | 0 (–111)                                   | 0 (–33)                                    | 0 (–144)                                   | 86                                         | 48                                         | 134                                        | 29                                         | 24                                         | 53                                         |
| Juraj Dančík                               | 2007–2013                                  | 1                                          | 4                                          | 5                                          | 26                                         | 89                                         | 115                                        | —                                          | —                                          | —                                          |
| Anton Sloboda                              | 2013–2016                                  | 3                                          | —                                          | 3                                          | 70                                         | —                                          | 70                                         | —                                          | —                                          | —                                          |
| Martin Matúš                               | 2007–2009                                  | —                                          | 17                                         | 17                                         | —                                          | 68                                         | 68                                         | —                                          | —                                          | —                                          |
| Valērijs Šabala                            | 2017–2019                                  | —                                          | 21                                         | 21                                         | —                                          | 61                                         | 61                                         | —                                          | —                                          | —                                          |
| Frank Adu Kwame                            | 2013–2016                                  | 1                                          | —                                          | 1                                          | 50                                         | —                                          | 50                                         | —                                          | —                                          | —                                          |
| Marko Roginić                              | 2019–                                      | 2                                          | 11                                         | 13                                         | 22                                         | 39                                         | 61                                         | —                                          | —                                          | —                                          |
| Mike Mouzie                                | 2006–2008                                  | —                                          | 1                                          | 1                                          | —                                          | 43                                         | 43                                         | —                                          | —                                          | —                                          |
| Jozef Piaček                               | 2016–2017                                  | 1                                          | 0                                          | 1                                          | 15                                         | 27                                         | 42                                         | —                                          | —                                          | —                                          |
| Guga Palawandiszwili                       | 2018–2019                                  | —                                          | 1                                          | 1                                          | —                                          | 40                                         | 40                                         | —                                          | —                                          | —                                          |
| Clemence Matawu                            | 2009–2010                                  | —                                          | 5                                          | 5                                          | —                                          | 39                                         | 39                                         | —                                          | —                                          | —                                          |
| Liran Kohen                                | 2011–2012                                  | 3                                          | —                                          | 3                                          | 35                                         | —                                          | 35                                         | —                                          | —                                          | —                                          |
| Kōhei Katō                                 | 2015–2016                                  | 1                                          | —                                          | 1                                          | 35                                         | —                                          | 35                                         | —                                          | —                                          | —                                          |
| Kristián Kolčák                            | 2015–2016                                  | 0                                          | —                                          | 0                                          | 34                                         | —                                          | 34                                         | —                                          | —                                          | —                                          |
| Emilijus Zubas                             | 2015–2016                                  | 0 (–52)                                    | 0 (–0)                                     | 0 (–52)                                    | 34                                         | 0                                          | 34                                         | 8                                          | 0                                          | 8                                          |
| Dmytro Baszłaj                             | 2019–2021                                  | 0                                          | 2                                          | 2                                          | 15                                         | 23                                         | 38                                         | —                                          | —                                          | —                                          |
| Martin Polaček                             | 2019–                                      | 0 (–16)                                    | 0 (–27)                                    | 0 (–33)                                    | 5                                          | 26                                         | 31                                         | 0                                          | 7                                          | 7                                          |
| Michal Peškovič                            | 2014–2015, 2020–                           | 0 (–50)                                    | —                                          | 0 (–50)                                    | 29                                         | —                                          | 29                                         | 4                                          | —                                          | 4                                          |
| Mawrudis Bugaidis                          | 2018–2019                                  | —                                          | 1                                          | 1                                          | —                                          | 28                                         | 28                                         | —                                          | —                                          | —                                          |
| Matej Náther                               | 2011–2012                                  | 0                                          | —                                          | 0                                          | 27                                         | —                                          | 27                                         | —                                          | —                                          | —                                          |
| Pavol Staňo                                | 2014–2015                                  | 2                                          | —                                          | 2                                          | 26                                         | —                                          | 26                                         | —                                          | —                                          | —                                          |
| Samson Godwin                              | 2000–2001                                  | —                                          | 0                                          | 0                                          | —                                          | —                                          | 23                                         | —                                          | —                                          | —                                          |
| Dimityr Iliew                              | 2017–2018                                  | —                                          | 3                                          | 3                                          | —                                          | 23                                         | 23                                         | —                                          | —                                          | —                                          |
| Michal Piter-Bučko                         | 2012–2013                                  | 0                                          | —                                          | 0                                          | 23                                         | —                                          | 23                                         | —                                          | —                                          | —                                          |
| František Metelka                          | 2011                                       | 0                                          | 0                                          | 0                                          | 7                                          | 13                                         | 20                                         | —                                          | —                                          | —                                          |
| Roberto Gándara                            | 2018–2019                                  | —                                          | 3                                          | 3                                          | —                                          | 19                                         | 19                                         | —                                          | —                                          | —                                          |
| Abel Salami                                | 2003–2004                                  | —                                          | 2                                          | 2                                          | —                                          | 18                                         | 18                                         | —                                          | —                                          | —                                          |
| Nikołaj Branfiłow                          | 2006                                       | —                                          | 2                                          | 2                                          | —                                          | 15                                         | 15                                         | —                                          | —                                          | —                                          |
| Adam Brzezina                              | 2008                                       | —                                          | 1                                          | 1                                          | —                                          | 15                                         | 15                                         | —                                          | —                                          | —                                          |
| Andriej Szyło                              | 2004                                       | —                                          | 1                                          | 1                                          | —                                          | 15                                         | 15                                         | —                                          | —                                          | —                                          |
| Desley Ubbink                              | 2019–2021                                  | 2                                          | 0                                          | 2                                          | 16                                         | 6                                          | 22                                         | —                                          | —                                          | —                                          |
| François Endene Elokan                     | 2005                                       | —                                          | 3                                          | 3                                          | —                                          | 14                                         | 14                                         | —                                          | —                                          | —                                          |
| Nermin Haskić                              | 2017                                       | —                                          | 3                                          | 3                                          | —                                          | 14                                         | 14                                         | —                                          | —                                          | —                                          |
| Iván Martín                                | 2019–2020                                  | 0                                          | 2                                          | 2                                          | 4                                          | 10                                         | 14                                         | —                                          | —                                          | —                                          |
| Samuel Štefánik                            | 2016                                       | 3                                          | —                                          | 3                                          | 14                                         | —                                          | 14                                         | —                                          | —                                          | —                                          |
| Gergő Kocsis                               | 2020–2021                                  | 0                                          | —                                          | 0                                          | 19                                         | —                                          | 19                                         | —                                          | —                                          | —                                          |
| Uzoma Luke                                 | 2003–2004                                  | —                                          | 0                                          | 0                                          | —                                          | 13                                         | 13                                         | —                                          | —                                          | —                                          |
| Ndabenkulu Ncube                           | 2009–2010                                  | —                                          | 2                                          | 2                                          | —                                          | 12                                         | 12                                         | —                                          | —                                          | —                                          |
| Ladislav Rybánsky                          | 2013–2014                                  | 0 (–19)                                    | —                                          | 0 (–19)                                    | 12                                         | —                                          | 12                                         | 3                                          | —                                          | 3                                          |
| Ondřej Šourek                              | 2011–2012                                  | 1                                          | —                                          | 1                                          | 12                                         | —                                          | 12                                         | —                                          | —                                          | —                                          |
| Stanley Udenkwor                           | 2006                                       | —                                          | 1                                          | 1                                          | —                                          | 12                                         | 12                                         | —                                          | —                                          | —                                          |
| Jozef Dolný                                | 2016–2017                                  | —                                          | 0                                          | 0                                          | —                                          | 11                                         | 11                                         | —                                          | —                                          | —                                          |
| Rudolf Urban                               | 2013                                       | 2                                          | —                                          | 2                                          | 11                                         | —                                          | 11                                         | —                                          | —                                          | —                                          |
| Milan Rundić                               | 2020–                                      | 0                                          | —                                          | 0                                          | 10                                         | —                                          | 10                                         | —                                          | —                                          | —                                          |
| Oleg Wierietiło                            | 2016                                       | 0                                          | —                                          | 0                                          | 10                                         | —                                          | 10                                         | —                                          | —                                          | —                                          |
| Idrissa Cissé                              | 2014–2015                                  | 1                                          | —                                          | 1                                          | 9                                          | —                                          | 9                                          | —                                          | —                                          | —                                          |
| Serhij Miakuszko                           | 2020–2021                                  | 0                                          | —                                          | 0                                          | 15                                         | —                                          | 15                                         | —                                          | —                                          | —                                          |
| Marko Ćetković                             | 2013                                       | 0                                          | —                                          | 0                                          | 9                                          | —                                          | 9                                          | —                                          | —                                          | —                                          |
| Adrián Gómez                               | 2019                                       | —                                          | 0                                          | 0                                          | —                                          | 8                                          | 8                                          | —                                          | —                                          | —                                          |
| Bernard Ocholeche                          | 2008–2010                                  | —                                          | 0                                          | 0                                          | —                                          | 8                                          | 8                                          | —                                          | —                                          | —                                          |
| Peter Sládek                               | 2017                                       | —                                          | 0                                          | 0                                          | —                                          | 8                                          | 8                                          | —                                          | —                                          | —                                          |
| Lukáš Janič                                | 2015                                       | 0                                          | —                                          | 0                                          | 7                                          | —                                          | 7                                          | —                                          | —                                          | —                                          |
| Ivan Ćurić                                 | 2012                                       | 0                                          | —                                          | 0                                          | 6                                          | —                                          | 6                                          | —                                          | —                                          | —                                          |
| Martin Baran                               | 2016–2017                                  | —                                          | 0                                          | 0                                          | —                                          | 5                                          | 5                                          | —                                          | —                                          | —                                          |
| Jan Blažek                                 | 2014                                       | 1                                          | —                                          | 1                                          | 5                                          | —                                          | 5                                          | —                                          | —                                          | —                                          |
| Li’ad Elmalich                             | 2012                                       | 0                                          | —                                          | 0                                          | 5                                          | —                                          | 5                                          | —                                          | —                                          | —                                          |
| Zdeněk Dembinný                            | 2002                                       | —                                          | 0                                          | 0                                          | —                                          | 4                                          | 4                                          | —                                          | —                                          | —                                          |
| Ľuboš Kolár                                | 2018                                       | —                                          | 0                                          | 0                                          | —                                          | 4                                          | 4                                          | —                                          | —                                          | —                                          |
| Celestine Lazarus                          | 2015                                       | 0                                          | —                                          | 0                                          | 4                                          | —                                          | 4                                          | —                                          | —                                          | —                                          |
| Lukáš Hojdys                               | 2002                                       | —                                          | 0                                          | 0                                          | —                                          | 3                                          | 3                                          | —                                          | —                                          | —                                          |
| Charles Nwaogu                             | 2014                                       | 0                                          | —                                          | 0                                          | 3                                          | —                                          | 3                                          | —                                          | —                                          | —                                          |
| Jakub Hora                                 | 2021                                       | 2                                          | —                                          | 2                                          | 16                                         | —                                          | 16                                         | —                                          | —                                          | —                                          |
| Petar Mamić                                | 2021                                       | 0                                          | —                                          | 0                                          | 12                                         | —                                          | 12                                         | —                                          | —                                          | —                                          |
| Róbert Mazáň                               | 2015                                       | 0                                          | —                                          | 0                                          | 2                                          | —                                          | 2                                          | —                                          | —                                          | —                                          |
| Alaksandr Gierasimowicz                    | 2006                                       | —                                          | 0 (–3)                                     | 0 (–3)                                     | —                                          | 1                                          | 1                                          | —                                          | 0                                          | 0                                          |
| Ilir Pali                                  | 2016                                       | —                                          | 0                                          | 0                                          | —                                          | 1                                          | 1                                          | —                                          | —                                          | —                                          |
| Patmore Shereni                            | 2009                                       | —                                          | 0                                          | 0                                          | —                                          | 1                                          | 1                                          | —                                          | —                                          | —                                          |
| Costa Nhamoinesu                           | 2021–                                      | —                                          | 0                                          | 0                                          | —                                          | 1                                          | 1                                          | —                                          | —                                          | —                                          |
| Serginho                                   | 2011                                       | 0                                          | —                                          | 0                                          | 0                                          | —                                          | 0                                          | —                                          | —                                          | —                                          |
| Peter Wilson                               | 2021                                       | 0                                          | —                                          | 0                                          | 13                                         | —                                          | 13                                         | —                                          | —                                          | —                                          |
| Julio Rodriguez                            | 2021–                                      | —                                          | 0                                          | 0                                          | —                                          | 8                                          | 8                                          | —                                          | —                                          | —                                          |
| () Ezequiel Bonifacio                      | 2021–                                      | —                                          | 0                                          | 0                                          | —                                          | 12                                         | 12                                         | —                                          | —                                          | —                                          |
| () Mathieu Scalet                          | 2021–                                      | —                                          | 0                                          | 0                                          | —                                          | 7                                          | 7                                          | —                                          | —                                          | —                                          |
| Goku Román                                 | 2021–                                      | —                                          | 0                                          | 0                                          | —                                          | 6                                          | 6                                          | —                                          | —                                          | —                                          |
| Titas Milasius                             | 2021–                                      | —                                          | 0                                          | 0                                          | —                                          | 3                                          | 3                                          | —                                          | —                                          | —                                          |
| Giorgi Merebaszwili                        | 2021–                                      | —                                          | 1                                          | 1                                          | —                                          | 8                                          | 8                                          | —                                          | —                                          | —                                          |
| Cristian Popescu                           | 2004                                       | —                                          | 0                                          | 0                                          | —                                          | 0                                          | 0                                          | —                                          | —                                          | —                                          |
| Vítězslav Mooc                             | (2005)                                     | —                                          | 0                                          | 0                                          | —                                          | 0                                          | 0                                          | —                                          | —                                          | —                                          |
| Alirou Nsangou                             | (2005)                                     | —                                          | 0                                          | 0                                          | —                                          | 0                                          | 0                                          | —                                          | —                                          | —                                          |
| Luka Gusić                                 | (2013)                                     | 0                                          | —                                          | 0                                          | 0                                          | —                                          | 0                                          | —                                          | —                                          | —                                          |
| Michal Mravec                              | (2014)                                     | 0                                          | —                                          | 0                                          | 0                                          | —                                          | 0                                          | —                                          | —                                          | —                                          |
| Gustavo Busatto                            | (2016–2017)                                | —                                          | 0                                          | 0                                          | —                                          | 0                                          | 0                                          | —                                          | 0                                          | 0                                          |

## Trenerzy i sztab szkoleniowy

### Obecna kadra szkoleniowa[149]
| Funkcja                           | Imię i nazwisko    |
| --------------------------------- | ------------------ |
| Trener                            | Krzysztof Brede    |
| Asystent trenera                  | Tomasz Pawliczak   |
| Asystent trenera                  | Dariusz Kołodziej  |
| Trener przygotowania motorycznego | Mateusz Surowiec   |
| Trener bramkarzy                  | Paweł Rompa        |
| Kierownik zespołu                 | Piotr Czak         |
| Fizjoterapeuci                    | Sebastian Łaciak   |
| Fizjoterapeuci                    | Jan Cywiński       |
| Lekarz klubowy                    | Sebastian Dominiak |

### Dotychczasowi trenerzy[150]
| Lp.   | Imię i nazwisko             | Lata urzędowania |
| ----- | --------------------------- | ---------------- |
| 1.    | Zdzisław Byrdy              | 1997             |
| 2.    | Bogdan Warzecha             | 1997             |
| 3.    | Zdeněk Dembinný             | 1997–1998        |
| 4.    | Wojciech Borecki            | 1998–2001        |
| 5.    | Albin Wira                  | 2001             |
| (4.)  | Wojciech Borecki            | 2001–2002        |
| 6.    | Paweł Kowalski              | 2003             |
| (4.)  | Wojciech Borecki            | 2003             |
| 7.    | Krzysztof Pawlak            | 2003–2004        |
| 8.    | Jan Żurek                   | 2004–2005        |
| 9.    | Włodzimierz Małowiejski     | 2005–2006        |
| 10.   | Krzysztof Tochel            | 2006–2007        |
| 11.   | Marcin Brosz                | 2007–2009        |
| —     | Tomasz Świderski (p.o.)     | 2009             |
| 12.   | Robert Kasperczyk           | 2009–2012        |
| —     | Andrzej Wyroba (p.o.)       | 2012             |
| 13.   | Marcin Sasal                | 2012–2013        |
| 14.   | Dariusz Kubicki             | 2013             |
| 15.   | Czesław Michniewicz         | 2013             |
| 16.   | Leszek Ojrzyński            | 2013–2015        |
| (14.) | Dariusz Kubicki             | 2015             |
| 17.   | Robert Podoliński           | 2015–2016        |
| 18.   | Dariusz Dźwigała            | 2016             |
| 19.   | Ján Kocian                  | 2016–2017        |
| 20.   | Adam Nocoń                  | 2017–2018        |
| 21.   | Krzysztof Brede             | 2018–2020        |
| —     | Hubert Kościukiewicz (p.o.) | 2020             |
| (12.) | Robert Kasperczyk           | 2020–2021        |
| 22.   | Piotr Jawny                 | 2021–2022        |
| 23.   | Mirosław Smyła              | 2022             |
| —     | Dariusz Kołodziej (p.o.)    | 2022             |
| 24.   | Dariusz Żuraw               | 2022–2023        |
| 25.   | Grzegorz Mokry              | 2023             |
| 26.   | Dariusz Marzec              | 2023–2024        |
| 27.   | Jarosław Skrobacz           | 2024             |
| 28.   | Krzysztof Brede             | 2024-            |

## Stadiony

### Stadion na Górce

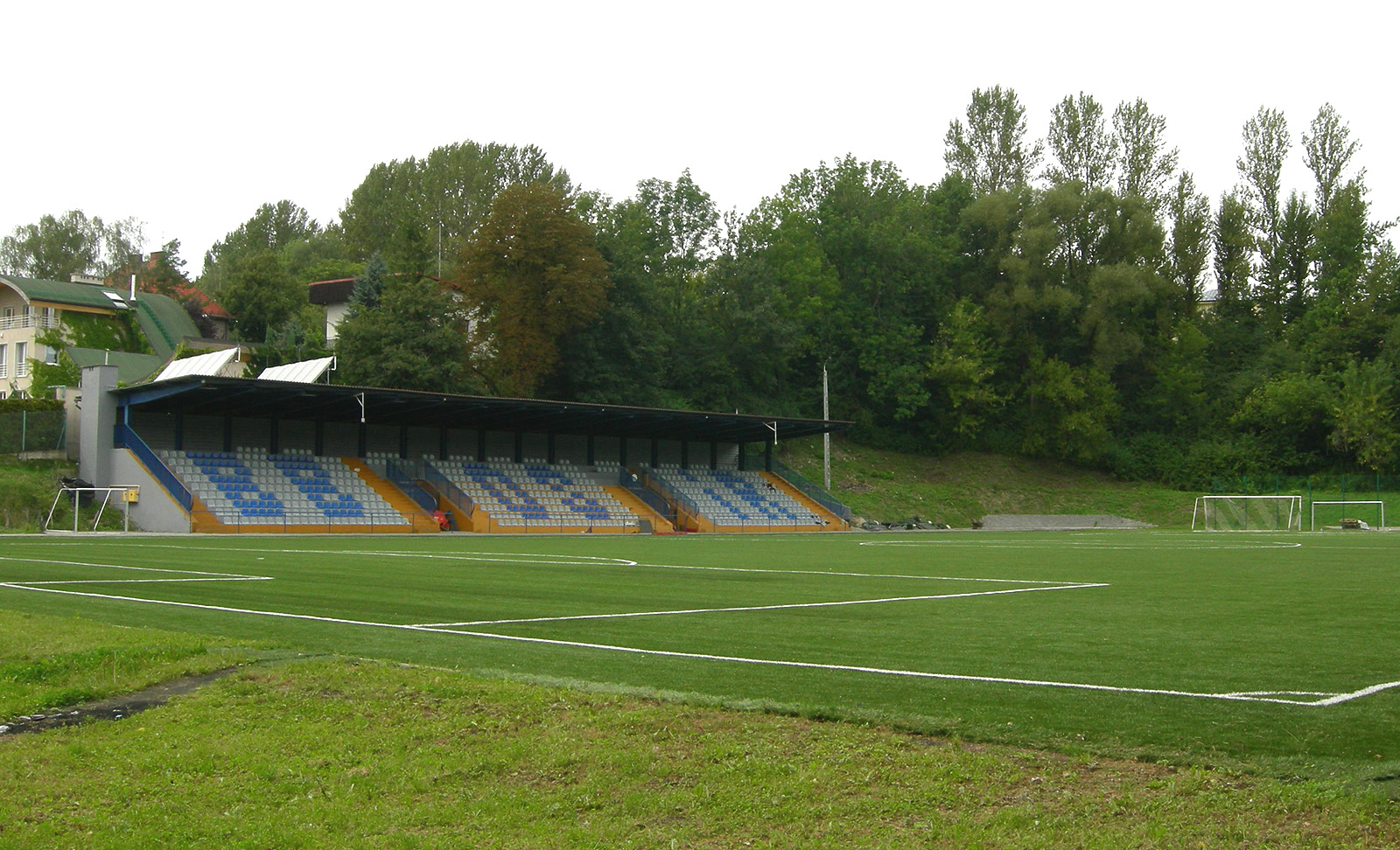
Stadion na Górce – widok na trybunę

Przed 1997 roku obiektem BBTS był stadion na Górce, otwarty w 1911 roku. Jest to jeden z najstarszych czynnych obiektów sportowych w Polsce, położony na terenie dawnego kamieniołomu na tzw. Widoku – prowadzi do niego wejście z ulicy Młyńskiej.  W 2004 roku zarządzanie obiektem, należącym wcześniej do zakładów Krepol, przejął komunalny Bielsko-Bialski Ośrodek Sportu i Rekreacji. Stadion poddano gruntownej modernizacji (położenie sztucznej nawierzchni oraz remont trybuny), zakończonej ponownym otwarciem 30 grudnia 2007 roku. Obiekt posiada około 700 miejsc siedzących, wszystkie są zadaszone. Obecnie jest wykorzystywany jest przez zespoły juniorskie Podbeskidzia, a wcześniej również przez jego drużynę rezerw.

### Stadion w Komorowicach Krakowskich
W wyniku fuzji sekcji piłkarskiej BBTS Włókniarz z DKS Inter Komorowice oraz ustanowienia siedziby klubu w Komorowicach Krakowskich, w latach 1997–1999 zawodnicy powstałej w ten sposób drużyny podejmowali rywali na stadionie przy ulicy Olimpijskiej w tejże dzielnicy Bielska-Białej. Wkrótce jednak – w związku z coraz lepszymi wynikami drużyny – znacząco wzrosła frekwencja na meczach BBTS i obiekt mogący pomieścić kilkuset widzów stał się niewystarczający. Ostatecznie podjęto decyzję o przeprowadzce klubu do centrum miasta.

### Stadion Miejski

#### Przed przebudową (do 2012 roku)
Od 1999 roku drużyna podejmuje swoich rywali na Stadionie Miejskim przy ulicy Rychlińskiego, będącym własnością Urzędu Miejskiego w Bielsku-Białej. Do 2006 roku znany był jako stadion BKS Stal, od nazwy jego macierzystego klubu. Obiekt ten, otwarty w 1927 roku, przeszedł gruntowną modernizację w latach 1954–1957, po której mogło na nim zasiąść ponad 20 tysięcy widzów. Stadion posiadał odtąd boisko piłkarskie, bieżnię lekkoatletyczną, skocznię i rzutnię. W maju 1978 roku obiekt gościł mecze Turnieju Juniorów UEFA: Szkocja – RFN (1:0) oraz RFN – Włochy (5:3); z okazji turnieju powstał również zegar na łuku od strony ulicy Rychlińskiego, zdemontowany w 2004 roku. Ponadto spotkały się tu we wrześniu 2004 roku reprezentacje Polski B i Turcji (0:2) a także, w październiku 2010 roku, kadra Polski U-16 z rówieśnikami z Rumunii (0:3). Stadion gościł też we wrześniu 1962 roku jedyny przed awansem Podbeskidzia do Ekstraklasy mecz tej klasy rozgrywkowej w Bielsku-Białej: Polonia Bytom – ŁKS Łódź (4:3). Poza meczami piłkarskimi, organizowano na stadionie zawody lekkoatletyczne, finały wyścigów kolarskich oraz dożynki.
Z czasem bieżnia, rzutnia i skocznia zostały zlikwidowane, a trybuny na łukach obiektu zamknięto. W związku z wymogami bezpieczeństwa na meczach drugiego poziomu ligowych rozgrywek piłkarskich pojemność stadionu stopniowo ograniczano (od awansu Podbeskidzia do II ligi najwięcej osób – 8000 – obejrzało mecz z Arką Gdynia we wrześniu 2002 roku). Modernizację obiektu przyspieszyło przejęcie go przez Urząd Miejski w marcu 2006 roku od FSM Wytwórni Wyrobów Różnych. Jesienią 2008 roku przeprowadzono prace przygotowujące budowę nowego stadionu – łuki wyburzono, plac gry został przesunięty w stronę ulicy Rychlińskiego oraz zainstalowano podgrzewaną murawę, zamknięto równocześnie sektor dla kibiców drużyn przyjezdnych. We wrześniu 2009 roku rozegrano pierwszy mecz przy sztucznym świetle, zaś w kwietniu 2011 roku zbudowano trybunę tymczasową dla 840 widzów od strony południowej (ulicy Rychlińskiego), przez co pojemność stadionu wzrosła do prawie 4000 miejsc. Ostatnia z wymienionych inwestycji spowodowana była zwiększeniem zainteresowania meczami Podbeskidzia, związanym z awansem drużyny do półfinału Pucharu Polski 2010/2011 i utrzymywaniem się w czołówce I ligi. Po awansie do Ekstraklasy klub był zobowiązany do przywrócenia sektora dla zorganizowanych grup kibiców drużyn przyjezdnych. Dzięki temu oraz montażowi nowych krzesełek i likwidacji jednego z sektorów buforowych liczba miejsc na stadionie wzrosła do 4279.

#### Po przebudowie
W marcu 2011 roku rozpisany został przetarg na budowę nowego Stadionu Miejskiego, który powstał w miejscu dotychczasowego obiektu BKS Stal i Podbeskidzia. Łącznie miała ona pochłonąć około 105 mln złotych, pochodzących wyłącznie z budżetu Gminy Bielsko-Biała. Pojemność całkowicie zadaszonego stadionu zaplanowano na ponad 15 tysięcy widzów. Konstrukcją przypomina Stadion Miejski w Kielcach (obydwa obiekty mają tego samego projektanta). Właściwe prace budowlane miały ruszyć w czerwcu 2011 roku i potrwać najpóźniej do lata 2014 roku, jednak opóźniły się w związku z cofnięciem pozwolenia na budowę wobec odwołania okolicznych mieszkańców do Wojewódzkiego Sądu Administracyjnego w Gliwicach. Prace ruszyły ostatecznie w połowie sierpnia 2012 roku. W pierwszym etapie rozpoczęto budowę trybun północnej i południowej oraz dwóch narożników – północno-wschodniego i południowo-wschodniego, co wiązało się z koniecznością zdemontowania południowej trybuny tymczasowej, zamknięcie sektora dla gości oraz wyburzeniem sektora X. Wyburzono także cztery budynki wzdłuż ulicy Żywieckiej. Wejścia zaplanowano od strony ulicy Żywieckiej i hali BKS Stal, zaś sektor dla kibiców drużyn przyjezdnych znalazł się w narożniku między trybuną południową i wschodnią.
5 października 2013 roku została oddana do użytku pierwsza z nowych trybun – północna – mieszcząca 2450 widzów. Przeniesiono na nią widzów ze zburzonej trybuny odkrytej. Na przełomie lat 2013/2014 została wyburzona ostatnia ze starych trybun – zachodnia (dawniej jedyna kryta). W lutym 2014 roku kibice zasiedli po raz pierwszy w nowo wybudowanym narożniku północno-wschodnim (odtąd na trybunach mieściło się 3404 widzów). Rok później oddana została do użytku trybuna wschodnia (powiększenie widowni do 6962 miejsc). Prace budowlane w ramach przebudowy stadionu zakończyły się w połowie 2015 roku, jednak stosowne dokumenty pozwalające na otwarcie wszystkich trybun zostały wydane po 13 dalszych miesiącach. Cały obiekt został oddany do użytku 12 sierpnia 2016 roku, w czasie meczu Podbeskidzia z Wigrami Suwałki w ramach rozgrywek I ligi (nie sprzedawano jednak biletów na trybunę południową). Oficjalne otwarcie stadionu zorganizowano 8 i 9 października 2016 roku – w programie znalazło się spotkanie ze Stalą Mielec, w czasie którego padł rekord frekwencji na meczach Podbeskidzia – 8752 widzów. Wynik ten został następnie pobity w czasie meczu Podbeskidzie – GKS Katowice (14 października 2017), który oglądało 11 621 osób.
Pierwszy mecz międzypaństwowy na przebudowanym Stadionie Miejskim rozegrano 22 marca 2018 roku – reprezentacja Polski U-20 przegrała z rówieśnikami z Anglii 0:1 (spotkanie obserwowało 13 745 widzów). Obiekt gościł również mecz reprezentacji U-20 Polska – Ukraina. W 2019 roku stadion był jednym z miejsc rozgrywania spotkań finałów Mistrzostw Świata U-20, w tym sześciu fazy grupowej (Ukraina – Stany Zjednoczone, Stany Zjednoczone – Nigeria, Nigeria – Ukraina, Portugalia – Korea Południowa, Portugalia – Argentyna, RPA – Portugalia) i dwóch fazy pucharowej (Argentyna – Mali, Korea Południowa – Senegal).

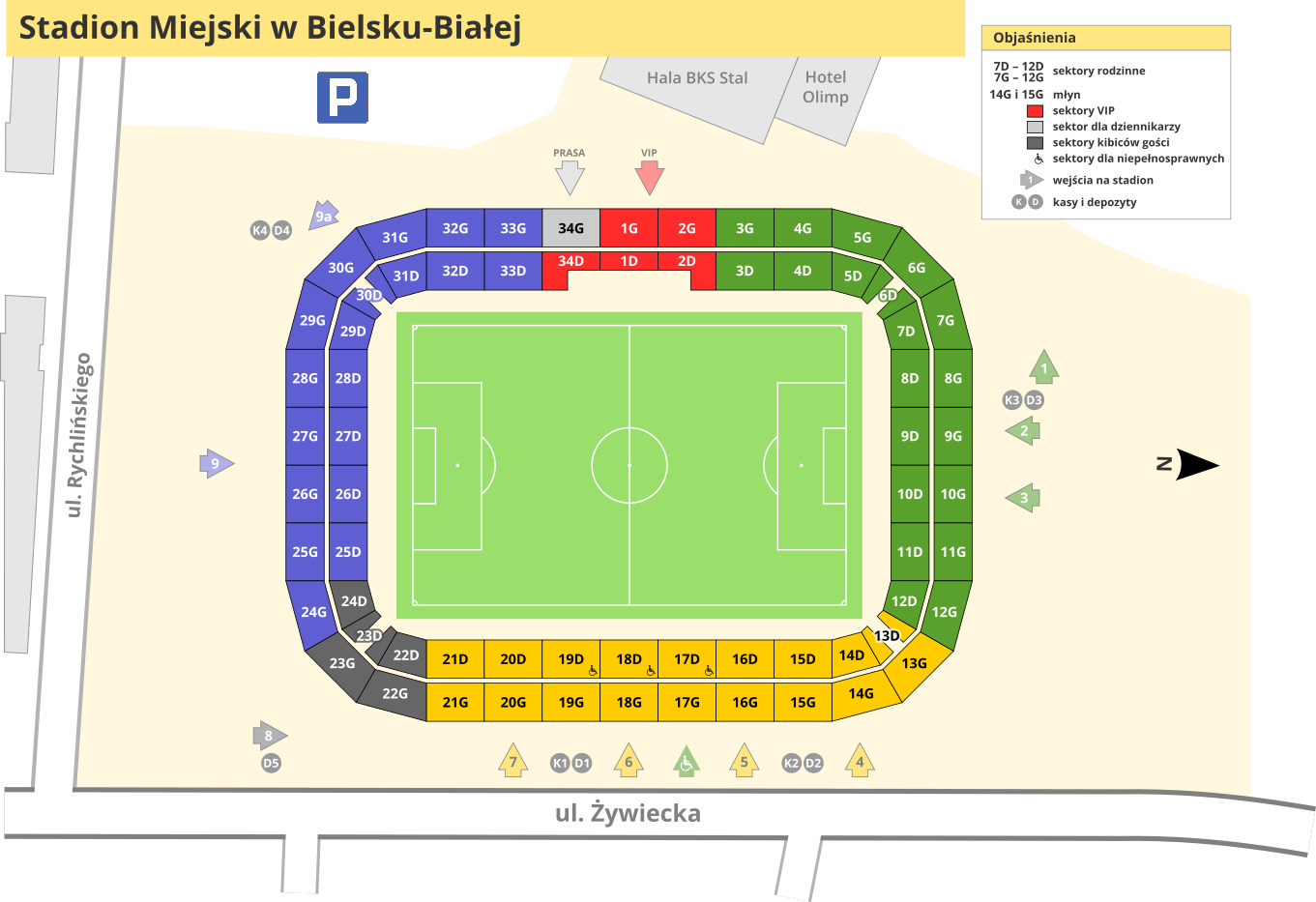
Stadion Miejski w Bielsku-Białej – plan

#### Dane obiektu
- Nazwa: Stadion Miejski w Bielsku-Białej
- Adres: ulica Rychlińskiego 21
- Rok budowy: 1927 (przebudowany 1954–1957 i 2012–2015)
- Pojemność: 15 076 miejsc (wszystkie siedzące)
- Boisko: 105 × 68 m (wyposażone w podgrzewaną murawę)
- Oświetlenie: 2900 lx (zgodne z systemem HD)

### Średnia liczba widzów na Stadionie Miejskim – poziom centralny (pierwszy i drugi)
Uwzględniono wyłącznie mecze ligowe. Stan na koniec 2020 roku. Źródło: 90minut.pl.

## Lokalni rywale
Drugim z kolei najbardziej utytułowanym klubem piłkarskim w Bielsku-Białej jest powstały w 1922 Bialski Klub Sportowy Stal. Obie drużyny, ze względu na osiągane rezultaty (do 2011 roku BKS Stal był najbliżej wejścia do Ekstraklasy spośród bielskich klubów – w sezonie 1981/1982 zajął 2. miejsce w II lidze), cieszą się w mieście największą popularnością. Obie drużyny zmierzyły się ze sobą jedynie dwa razy, w ramach rozgrywek IV ligi sezonu 1999/2000. Pierwsze spotkanie zakończyło się remisem 0:0, w drugim BBTS pokonał BKS Stal na jego boisku 5:0. Ponadto w sezonie 2004/2005 (klasa okręgowa) i w latach 2013–2016 (III liga) z BKS Stal walczyła druga drużyna Podbeskidzia.

## Barwy i herb
Obecne czerwono-biało-granatowe (niebieskie) barwy oraz kształt herbu przyjęto w 2002 roku, po awansie klubu do ówczesnej II ligi.
Tarcza herbowa typu szwajcarskiego jest czwórdzielna – w pierwszym i czwartym pole jest czerwone, w drugim i trzecim – białe. W polach górnych umieszczono litery T i S (skrót od Towarzystwo Sportowe), w dolnych – tarcze herbu Bielska-Białej (ze zmodyfikowanymi barwami). Pola oddzielone są granatowymi liniami. Pośrodku tarczy znajduje się piłka z pięciokątnymi łatami. Poniżej tarczy umieszczono wstęgę z napisem Podbeskidzie. W latach 2002–2003 zamiast liter T i S korzystano z liter M i C, co zmieniono po powołaniu dzisiejszego Towarzystwa Sportowego Podbeskidzie.
Kibice Podbeskidzia korzystają z flag czerwono-biało-niebieskich.

## Statystyki występów na szczeblu centralnym
Stan na koniec sezonu 2020/2021

### Pierwszy poziom rozgrywkowy
- Liczba sezonów: 6
- Liczba meczów: 201
- Bilans spotkań: 54 – 60 – 87 (dom: 29 – 38 – 34, wyjazd: 25 – 22 – 53)
- Bilans bramek: 225 – 310 (dom: 117 – 130, wyjazd: 108 – 180)
- Liczba punktów: 222 (dom: 103, wyjazd: 94)[y]
- Najwyższa pozycja w lidze na końcu sezonu: 10 (2013/2014)
- Najniższa pozycja w lidze na końcu sezonu: 16 (2015/2016)(2020/2021)
- Debiut: Podbeskidzie – Jagiellonia Białystok 2:2 (1 sierpnia 2011)[73]
- Najwyższe zwycięstwo: Podbeskidzie – Jagiellonia Białystok 4:0 (23 lutego 2013)[188]
- Najwyższe zwycięstwo na wyjeździe: Jagiellonia Białystok – Podbeskidzie 0:3 (4 kwietnia 2016)[189]
- Najwyższa porażka: GKS Bełchatów – Podbeskidzie 6:0 (6 sierpnia 2011)[190], Podbeskidzie – Wisła Kraków 0:6 (19 września 2015)[191]
- Najwięcej goli w sezonie: Róbert Demjan – 14 (2012/2013, król strzelców)

### Drugi poziom rozgrywkowy
- Liczba sezonów: 13
- Liczba meczów: 438[z]
- Bilans spotkań: 182 – 122 – 134 (dom: 115 – 60 – 44, wyjazd: 67 – 62 – 90)
- Bilans bramek: 578 – 471 (dom: 331 – 186, wyjazd: 247 – 285)
- Liczba punktów: 662[aa] (dom: 405, wyjazd: 263)
- Najwyższa pozycja w lidze na końcu sezonu: 2 (2010/2011, 2019/2020)
- Najniższa pozycja w lidze na końcu sezonu: 13 (2005/2006)
- Debiut: Podbeskidzie – Tłoki Gorzyce 0:0 (4 sierpnia 2002)[22]
- Najwyższe zwycięstwo: Podbeskidzie – Tur Turek 9:0 (23 maja 2009)[192]
- Najwyższe zwycięstwo na wyjeździe: Termalica Bruk-Bet Nieciecza – Podbeskidzie 0:5 (15 sierpnia 2010)[193], GKS Katowice – Podbeskidzie 1:6 (28 sierpnia 2010)[194], Wigry Suwałki – Podbeskidzie 0:5 (30 września 2018)[195]
- Najwyższa porażka: Ruch Chorzów – Podbeskidzie 4:0 (9 czerwca 2007)[196], Górnik Zabrze – Podbeskidzie 4:0 (28 maja 2017)[197], Chojniczanka Chojnice – Podbeskidzie 4:0 (18 sierpnia 2017)[198]
- Najwyższa porażka u siebie: Podbeskidzie – Cracovia 0:3 (4 października 2003)[199], Podbeskidzie – Piast Gliwice 0:3 (8 maja 2004)[200], Podbeskidzie – Kmita Zabierzów 0:3 (3 czerwca 2007)[201], Podbeskidzie – Olimpia Grudziądz 0:3 (19 listopada 2016)[202], Podbeskidzie – ŁKS Łódź 0:3 (19 września 2018)[203]
- Najwięcej goli w sezonie: Krzysztof Chrapek – 18 (2008/2009)
- Najwięcej goli w meczu: Krzysztof Chrapek – 5 (Podbeskidzie – Tur Turek 9:0, 23 maja 2009)[192]

## Rekordy
Wszystkie dane odnoszą się wyłącznie do meczów ligowych. Stan na koniec sezonu 2020/2021.
| Rekord                           | Mecz                          | Wynik | Data             | Przypisy        |
| -------------------------------- | ----------------------------- | ----- | ---------------- | --------------- |
| Najwyższe zwycięstwo             | BBTS – Metal Węgierska Górka  | 11:0  | 20 września 1998 | [ 204 ] [ 205 ] |
| Najwyższe (wyjazdowe) zwycięstwo | Rymer Niedobczyce – BBTS      | 0:8   | 14 sierpnia 1999 | [ 205 ] [ 206 ] |
| Najwyższy remis                  | Szczakowianka Jaworzno – BBTS | 4:4   | 17 czerwca 2000  | [ 205 ] [ 206 ] |
| Najwyższa porażka                | GKS Bełchatów – Podbeskidzie  | 6:0   | 6 sierpnia 2012  | [ 190 ]         |
| Najwyższa porażka                | Podbeskidzie – Wisła Kraków   | 6:0   | 19 września 2015 | [ 191 ]         |

| Rekord              | Sezon     | Ilość Kolejek | Ilość | Przypisy               |
| ------------------- | --------- | ------------- | ----- | ---------------------- |
| Najwięcej punktów   | 1998/1999 | 34 kolejki    | 94    | [ 204 ]                |
| Najmniej punktów    | 2020/2021 | 30 kolejek    | 25    | [ 83 ] [ 207 ] [ 208 ] |
| Najwięcej zwycięstw | 1998/1999 | 34 kolejki    | 30    | [ 204 ]                |
| Najmniej zwycięstw  | 2020/2021 | 30 kolejek    | 6     | [ 209 ]                |
| Najwięcej remisów   | 2013/2014 | 37 kolejek    | 15    | [ 93 ]                 |
| Najmniej remisów    | 1999/2000 | 34 kolejki    | 4     | [ 206 ]                |
| Najmniej remisów    | 2003/2004 | 30 kolejek    | 4     | [ 210 ]                |
| Najwięcej porażek   | 2006/2007 | 34 kolejki    | 17    | [ 211 ]                |
| Najwięcej porażek   | 2020/2021 | 30 kolejek    | 17    | [ 212 ]                |
| Najmniej porażek    | 1998/1999 | 34 kolejki    | 0     | [ 204 ]                |

| Rekord                                       | Sezon     | Ilość Kolejek | Ilość | Przypisy |
| -------------------------------------------- | --------- | ------------- | ----- | -------- |
| Najwięcej strzelonych goli                   | 1998/1999 | 34 kolejki    | 94    | [ 204 ]  |
| Najmniej strzelonych goli                    | 2006/2007 | 30 kolejek    | 25    | [ 213 ]  |
| Najmniej strzelonych goli                    | 2011/2012 | 30 kolejek    | 25    | [ 214 ]  |
| Największa średnia goli strzelonych na mecz  | 1998/1999 | 34 kolejki    | 3,85  | --       |
| Najmniejsza średnia goli strzelonych na mecz | 2006/2007 | 34 kolejki    | 0,76  | --       |
| Najwięcej straconych goli                    | 2015/2016 | 37 kolejek    | 63    | [ 105 ]  |
| Najmniej straconych goli                     | 1999/2000 | 34 kolejki    | 17    | [ 206 ]  |
| Największa średnia goli straconych na mecz   | 2020/2021 | 30 kolejek    | 2,0   | --       |
| Najmniejsza średnia goli straconych na mecz  | 1999/2000 | 34 kolejki    | 0,50  | --       |

| Seria                              | Mecze                                                                   | Ilość | Daty                                        | Przypisy                        |
| ---------------------------------- | ----------------------------------------------------------------------- | ----- | ------------------------------------------- | ------------------------------- |
| zwycięstw                          | 4:0 z Cukrownikiem Chybie – 0:0 z Unią Oświęcim                         | 13    | 11 listopada 1998 – 5 czerwca 1999          | [ 205 ]                         |
| zwycięstw "u siebie"               | 3:1 z Garbarzem Zembrzyce – 0:0 z Unią Oświęcim                         | 15    | 24 października 1997 – 18 października 1998 | [ 205 ]                         |
| meczów bez porażki                 | 6:0 z Beskidem Andrychów – 0:1 z Walcownią Czechowice-Dziedzice         | 49    | 20 czerwca 1998 – 30 listopada 1999         | [ 205 ]                         |
| meczów bez porażki "u siebie"      | 5:2 z Niwą Nowa Wieś – 0:1 z Górnikiem Polkowice                        | 89    | 28 września 1997 – 15 marca 2003            | [ 205 ]                         |
| meczów bez porażki na wyjeździe    | 2:0 z Babią Górą Sucha Beskidzka – 0:1 z Walcownią Czechowice-Dziedzice | 22    | 15 sierpnia 1998 – 30 listopada 1999        | [ 205 ]                         |
| meczów bez straconego gola         | 1:0 z Lubuszaninem Drezdenko – 2:1 z Pogonią Świebodzin                 | 8     | 12 sierpnia 2000 – 22 września 2000         | [ 205 ]                         |
| meczów bez zwycięstwa              | 0:1 z ŁKS Łódź – 2:1 z Zagłębiem Lubin                                  | 16    | 31 marca 2012 – 3 listopada 2012            | [ 215 ]                         |
| meczów bez zwycięstwa "u siebie"   | 0:1 z Legią Warszawa – 4:0 z Jagiellonią Białystok                      | 13    | 10 marca 2012 – 23 lutego 2013              | [ 75 ] [ 83 ]                   |
| meczów bez zwycięstwa "u siebie"   | 0:1 z Termalicą Bruk-Betem Nieciecza – 2:1 z Bytovią Bytów              | 13    | 17 kwietnia 2016 – 25 listopada 2016        | [ 109 ] [ 105 ]                 |
| meczów bez zwycięstwa na wyjeździe | 1:0 z Sandecją Nowy Sącz – 1:0 z GKS-em 1962 Jastrzębie                 | 18    | 18 lipca 2020 – 5 września 2021             | [ 216 ] [ 217 ] [ 218 ] [ 219 ] |

## Władze
| Funkcja                        | Imię i nazwisko |
| ------------------------------ | --------------- |
| Prezes Zarządu                 | Bogdan Kłys     |
| Przewodniczący Rady Nadzorczej | Piotr Kucia     |
| Członek Rady Nadzorczej        | Edward Łukosz   |
| Sekretarz Rady Nadzorczej      | Kazimierz Nędza |

Struktura własnościowa TS Podbeskidzie SA:
- Gmina Bielsko-Biała – 65%
- Polskie Mięso i Wędliny ŁUKOSZ – 35%.

### Dotychczasowi prezesi
| Lp. | Imię i nazwisko       | Lata urzędowania |
| --- | --------------------- | ---------------- |
| 1.  | Marian Antonik        | 1997–2002        |
| 2.  | Włodzimierz Mysłowski | 2003             |
| 3.  | Stanisław Piecuch     | 2003–2006        |
| —   | Jerzy Wolas (p.o.)    | 2006–2007        |
| 4.  | Jerzy Wolas           | 2007–2009        |
| 5.  | Janusz Okrzesik       | 2009–2011        |
| —   | Jerzy Wolas (p.o.)    | 2011             |
| —   | Marek Glogaza (p.o.)  | 2011–2012        |
| 6.  | Marek Glogaza         | 2012–2013        |
| 7.  | Wojciech Borecki      | 2013–2016        |
| 8.  | Tomasz Mikołajko      | 2016–2018        |
| 9.  | Bogdan Kłys           | 2018–2023        |
| 10. | Krzysztof Przeradzki  | 2023-2024        |
| 11. | Krzysztof Sałajczyk   | 2024-            |

## Drużyny rezerw
II drużyna Podbeskidzia występuje w rozgrywkach ligowych nieprzerwanie od sezonu 2013/2014, a wcześniej w latach 1997–2000 i 2003–2012. W 2004 roku awansowała do klasy okręgowej, gdzie grała przez sześć kolejnych sezonów. Edycja 2009/2010 przyniosła Podbeskidziu II kolejny tytuł mistrzowski i awans na piąty szczebel rozgrywkowy – do IV ligi (grupa śląska II), gdzie występowała przez dwa sezony, do czasu rozwiązania w 2012 roku. W maju 2013 roku klub ogłosił chęć przywrócenia drużyny rezerw w związku z likwidacją Młodej Ekstraklasy. Zostały one dołączone do grupy IV południowej III ligi. Odtąd do 2016 roku rezerwy Podbeskidzia występowały na czwartym szczeblu rozgrywkowym, a od sezonu 2016/2017 grają na piątym (IV liga).
Podbeskidzie II pięciokrotnie dotarło do finału Pucharu Polski na szczeblu Beskidzkiego Okręgowego Związku Piłki Nożnej, za każdym razem przegrywając decydujące spotkania.
II drużyna Podbeskidzia podejmuje najczęściej rywali na stadionie na Górce, dawnym obiekcie I drużyny BBTS. Przejściowo Podbeskidzie II grało również jako gospodarz na boisku Kontaktu (Elektrostalu) Czechowice-Dziedzice, a także na boisku w Komorowicach Krakowskich i obiekcie Rekordu Bielsko-Biała w Cygańskim Lesie.
W sezonie 2019/2020 do rozgrywek grupy bielskiej klasy B zgłoszono III drużynę Podbeskidzia. Awansowała ona do klasy A, nie przystąpiła jednak w kolejnym sezonie do żadnych rozgrywek seniorskich.

## Podbeskidzie Kuloodporni Bielsko-Biała
W sierpniu 2020 klub wchłonął jako nową sekcję drużynę amp futbolu, powstałą w 2015 roku pod nazwą Kuloodporni Bielsko-Biała. Zespół ten uczestniczy od sezonu 2016 w rozgrywkach Amp Futbol Ekstraklasy, zdobywając w 2019 tytuł mistrzowski, a także zajmując w pozostałych sezonach dalsze miejsca na podium ligi.